# 奥马哈海滩
奥马哈海滩（英語：Omaha Beach）是1944年6月6日，第二次世界大战诺曼底战役中盟军四个主要登陆地点之一的代号名稱，盟軍於此日在諾曼第地區登陸，試圖深入歐洲內陸以解放被納粹德國所統治的民眾。
奧馬哈海灘是一片位于法国北部海岸，并且直接面对着英吉利海峡的滩头，全长有8公里（約5英里），东起圣奥诺里娜-德佩尔特，西至濱海維耶維爾才结束。此海滩对盟军有重要的意义，如果盟军能够成功控制这片海滩，那么登陸於海滩东部黃金海灘的英国登陆部队，就能与海滩西部猶他海灘的美国登陆部队会師；便可將整个诺曼底前线从零散的滩头阵地，沿著英吉利海峽整合成一個大型的戰線。在盟军的作战计划中，负责进攻此海滩的是美国陆军，而美國海軍与英國皇家海軍则负责将登陆部队送上滩头。
盟军计划派遣两股部队，於「D-Day」當天分别进攻此海滩的东西两部分：进攻海滩东部的是久经战争考验的美国陆军第1师，而进攻海滩西部的则是之前从未上过战场的第29步兵師与从奥克角调过来9个连的美國陸軍遊騎兵部隊。在計劃中，將會由坦克、装甲部队、步兵与战斗工程兵参加最初的几波攻击；如果计划进展顺利的话，这几波攻击将会大大的削弱德军在海滩上的防御力量，这时盟军的大型登陆舰就可以安全登陆。
奥马哈登陆部队的主要目标是在贝桑潘港与維爾河之间，建立一座长8公里（約5英里）的灘頭堡，并且与东边黃金海滩上的英军第30軍第50師，以及西边犹他海滩上的美国第7军团会师。當時德國負責防守奥马哈海滩的是德军第352步兵师，其轄下的士兵為青少年，另外也有自德蘇戰爭調職過來的老兵；同時，德軍第352步兵师下面并沒有另設訓練營或訓練團。這支12,020人數規模的步兵師，负责守衛自奥马哈海滩往內53公里的範圍；其中只有6,800名有經驗的作戰步兵，其餘則多尚未有作戰經驗。德军的计划是利用海滩上的大量沿海据点，在盟军登陆部队尚未上岸之前就将其击退。
出乎意料的是，盟军的作战计划只有很小的一部分得到了实现。首先，由于导航系统的原因，大部分登陸艇都在错误的地方上了岸。其次，防守海滩的德军比美军预想之中的要强大的多，美軍的登陆部队因此承受了相当大的损失。在德军猛烈的炮火之下，美军战斗工程兵只能以很慢的速度清理海滩上的地雷以及障礙物，结果后续部队只能沿着区区几条已清除障礙的通道开上滩头。由于在上岸之前承受了过多的损失，幸存下来的士兵已没有能力清除位于内陆一侧的德军据点；美军因此遇到了更多的麻烦，后续部队的登陆时间也不得不被推迟。尽管如此，幸存下来的小股登陆部队还是成功在当天战斗结束时，建立了两个互不相连的小阵地。由于内陆的德军力量仍相对比较弱，因此美军通过逐渐扩大这两个阵地，最後还是达成了原「D-Day」计划中的目标。

## 血战奥马哈

### 地形与守军

奥马哈海滩的截面图。

奥马哈海滩呈月牙形，中间较宽而两头较窄，两端都是悬崖峭壁。海滩是一个较缓的斜坡，高潮水位与低潮水位之间的平均水平距离有275米（約300碼）。高潮水位上方有一片約2.4米（約8英尺）高的扁砾石滩，部分地區範圍可以距離海岸線達到14米（約15碼）之寬。扁砾石滩西端有一堵海堤，此處堤防高約1.5米到4米之間，主要由石頭所構築而成（到了東側則是以木頭）。另外剩下沒有石堤的3分之2的區域，除了木製海堤外尚擁有一片由瓦礫砂石所構成的小沙堤。在海堤的后方則是一大片的沙滩，沙滩的两端非常窄，但其中央却有180米（約200碼）宽。沙滩之后是高约30-50米（約100-170英尺）的悬崖，這些悬崖將海灘與內陸稍作區別，其中悬崖處有五处山谷可以讓部隊從海灘通向内陆。按照由西向东的顺序，这五处山谷的盟军代号分别为D-1、D-3、E-1、E-3和F-1。

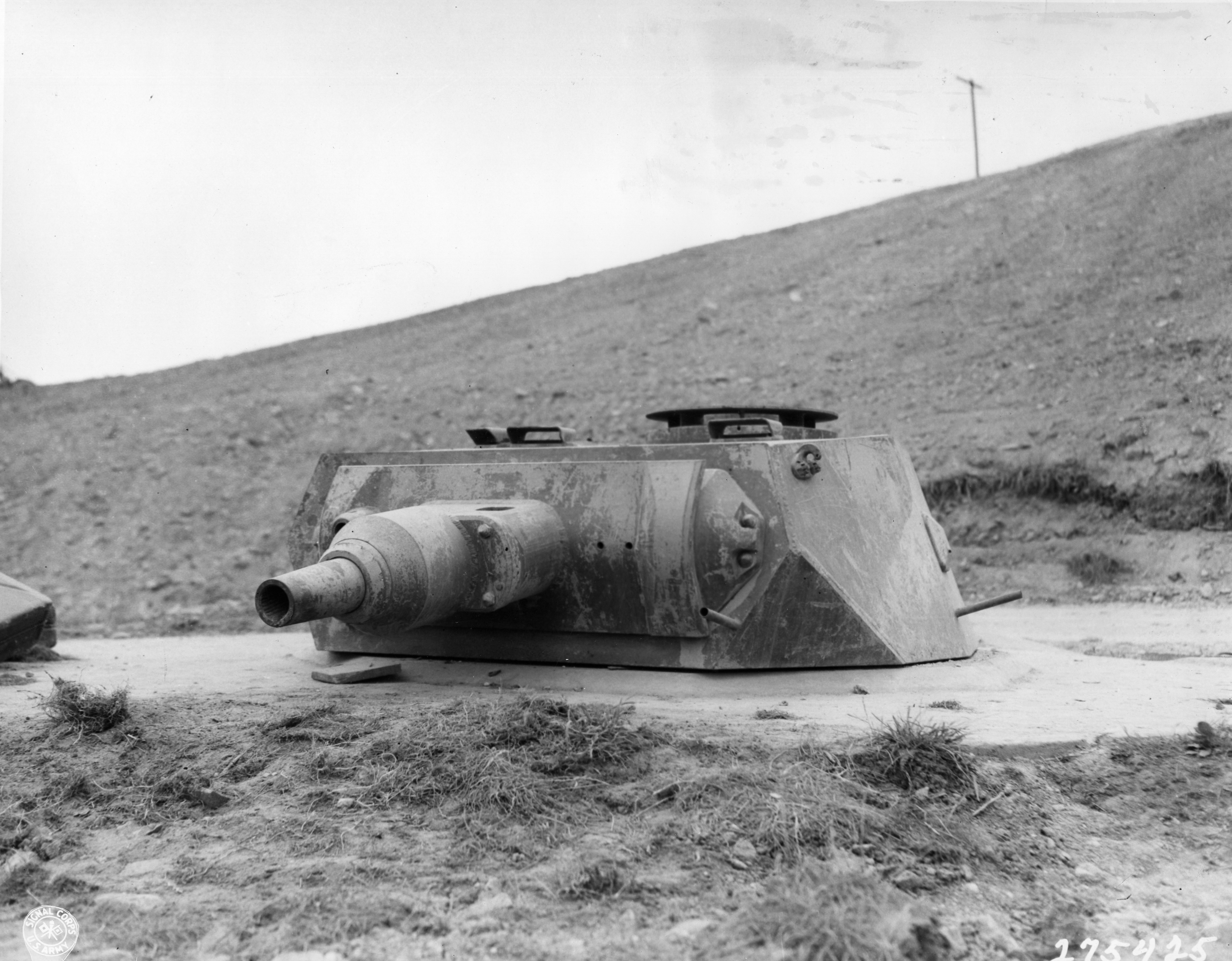
奥马哈海滩上一座装有德军VK 3001 (H)坦克炮塔的碉堡，摄于1944年6月。

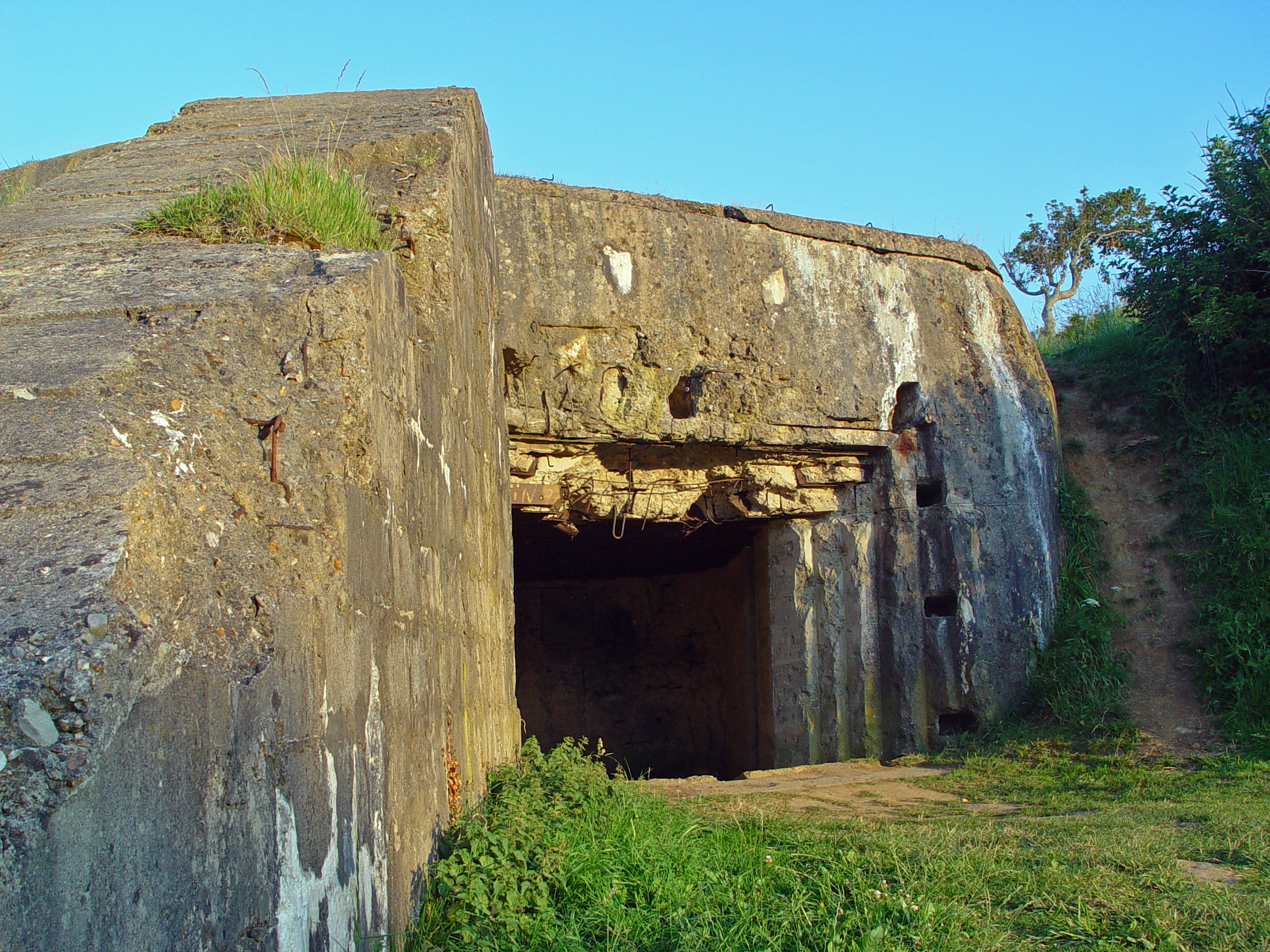
一座位在奧馬哈海灘的德軍砲台。

从德国守军进行的战前准备，及缺乏縱深的内陆防御力量来看，當時德军的计划是将盟军登陆部队直接消灭在滩头上，以阻止盟軍的入侵。为了达到此一目标，德军在高潮水面以下构筑了四条由障碍物组成的防线，來阻止登陸艇的隨意靠近。第一条防线位于高潮水位以外250米（約270碼）处，由200个比利时大门式障碍物与綁在木柱上的地雷构成。然而这条防线在構築時，因許多因素並沒有完全完成而出現了两个缺口：较小的缺口位于D區白段中央，而较大的缺口则囊括了整个E區紅段。此防线30米（約32碼）后則是第二条防线，组成这条防线的是埋在沙滩里指向大海的许多根原木，其中平均每三根原木中就會有一根被安装上反坦克地雷。不過這方法其實並沒德軍想像的如此有效，仍然有許多登陸艇成功通過此處。第二条防线再往后30米是第三条防线，此防线由450个斜坡组成，它们的斜面都面向内陆而非大海。德軍企圖透過这些斜坡掀翻盟军的平底登陆艇，而斜坡上的地雷将会爆炸解决掉那些侥幸没被掀翻的船只。最后一条防线則位于海岸线150米（約165碼）外，由捷克刺猬式障碍物组成一長條連綿的障礙物集合。另外，扁砾石滩与悬崖之间的地面上有大量的铁丝网和地雷，在悬崖的斜坡上也散布着一些地雷。
德军在海滩上部署了5个步兵连，其中大部分都被分配到了15个名为「抵抗力量据点」（Widerstandsnester，缩写WN）的主要据点中。最东端的据点代号为WN-60，而最西端位于滨海维耶维尔附近的据点代号为WN-74。这15个据点之中大部分都位于5个山谷的谷口外，并得到了铁丝网和地雷的保护。每个据点内的各个位置之间都有壕沟与隧道相连，以便其内的士兵能够快速转移。除此之外，每个据点还配备了步枪、机枪与60多门火炮与迫击炮。据点中的重炮位于8个封闭炮位与4个露天炮位上，其它轻型炮则分布于35个碉堡之内。这些火炮与另外18门反坦克炮一同组成了德军海滩守军的炮火支援力量，以打擊強行闖入海灘的敵軍部隊。各个据点之间零星散布着几条壕沟，还有一些步槍坑和85座机枪工事。海滩上的德军并没有火力死角，而德军分散的防御工事也使得登陆的盟军在任何地点都会遭受侧翼的袭击。
盟军通过情报部门得知，防守海滩的是德军第716步兵师的一个加强营，约有800-1000人的規模。第716步兵师是一支专门进行防御作战的師級單位，其中有將近50%的士兵并非德国人，而是來自俄国志愿军以及德意志裔人。盟军还得知位于716步兵师后方30公里（約20英里）的圣洛城中，是作战经验更加丰富，并且擅长于进攻作战的德军第352步兵师駐守。这是盟军在抢占滩头之后，最有可能发起反击的德军部队。然而，由于负责此处防御任务的埃尔温·隆美尔元帅坚持要盡可能地将登陆的盟军消灭在滩头上，因此第352师早在3月就被调至诺曼底滩头前线，并将716师駐守地位替换了下来。这次部队调动还将原属第726掷弹兵团的两个营与第439苏联志愿军营调到了352师麾下。
奥马哈海滩的大部分都位于德军「海岸防御第2区」境内，负责防御这片区域的是德军第916掷弹兵团与第726掷弹兵团第3营。其中726团下属的两个连负责据守维耶维尔的据点，而916团的两个连则会据守海滩中部濱海聖洛朗一带的据点。为这些据点提供炮火支援的則是德军第352炮兵团的第1营与第4营，这两个营拥有了12门105毫米榴弹炮与4门150毫米榴弹炮。而916团剩下的两个连則作为「海岸防御第2区」的预备队，他們驻扎在前线部队后方4公里的福爾米尼城中。726团的剩余部队則负责据守德军「海岸防御第3区」，防守此处海岸的有两个连，其中一个连负责防守海滩最东部的一连串据点，並由352炮兵团第3营负责为他们提供炮火支援。作为「海岸防御第3区」预备队的是德军第915掷弹兵团的两个营，这两个营的驻扎地点是紧邻奥马哈海滩的巴约城。
有趣的是，盟军情报部门并未得知德军的这次调动。甚至在战斗结束之后，盟军档案纪录的还是调动之前的德军部署，而第352师则被认为是在战斗开始前几天，碰巧被调到了奥马哈海滩来进行一次反登陆演习的部隊。

### 进攻计划

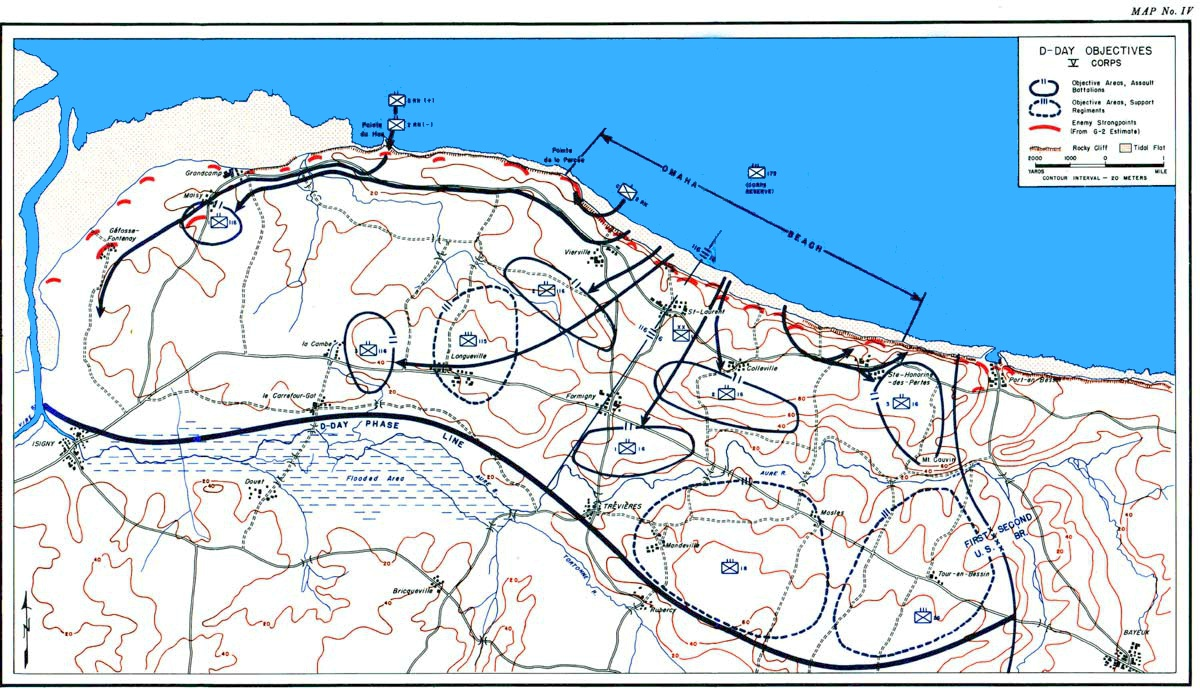
這一張官方作戰地图标明了美国陆军第5军於「D-Day」當天的作战目标。

盟军将奥马哈海滩分成了10个登陸区，它们分别是：A區（Able）、B區（Baker）、C區（Charlie）、D區綠段（Dog Green）、D區白段（Dog White）、D區紅段（Dog Red）、E區綠段（Easy Green）、E區紅段（Easy Red）、F區綠段（Fox Green）、F區紅段（Fox Red）。在最初的几波的攻击計劃中，将由两个團級戰鬥隊（RCT）、两个坦克营与两个游骑兵营完成。盟军的每个步兵团都由3个將近910名員戰鬥人員編制的步兵营组成，每个营又包含3个最多到240人的步枪连，与一个最多有190人負責戰鬥支援協調的支援连。在每个团中，A连至D连隸属於第一营，E连至H连隸属於第2营，I连至M连隸属第於3营；值得注意的是，在所有作戰單位中並没有「J」连這個編制單位。此外，每个步兵营还会配合有一个约180人的營部連。至於每个游骑兵营則由A、B、C、D、E和F共六个连所組成，而每个连的員額編制則约有65人。
參與攻擊的裝甲單位為第741與第743兩個戰車營，每个坦克营都各自拥有A、B、C三个连，每个连則有約10~11輛的雪曼DD坦克與8輛特種作業雪曼戰車（前方加裝除土鏟清除沙灘障礙物）；所以每一個營共有32輛DD坦克與24輛特種作業坦克，這些被充作攻擊灘頭的第一波打擊兵力。
在計劃中，美軍第29步兵師116戰鬥團的任务是将两个营的部队送上海滩西部的四个区域，并在30分钟后將第三个营也送上海灘上。同時，第743坦克营负责为116团的戰鬥成員提供支援，此营中會有两个连使用两栖坦克进行登陆；剩下一个连的坦克則采用常规方式登陆，即从登陆舰上直接开上岸。116团東邊負責單位是美軍第16战斗团的第1步兵師，16团的任务与116团基本相同，只不过登陆地点换成了海滩东边的E區紅段和F區綠段两个区域。负责支援16团的部隊為美軍第741坦克营，它們的登陆方式与743营亦完全相同：兩個營直接使用兩棲坦克，一個營則以船載方式。在海滩西部5公里（約3英里）处的奥克角城由於有一个德军的炮兵工事，因此另外指派负责占领此工事的是游骑兵部队第2营所属3个连的士官兵。与此同时，第2营的C连会在116团右方登陆，并且試圖攻占Pointe de la Percée的德军据点。如果奥克角被顺利拿下的话，第2营剩下的部队則会与游骑兵部队第5营一起参加奥克角处盟军的后续行动；若盟军未能攻取奥克角，那么这些部队就会在116团之后进入D區綠段，通过陆路兩隊同時向奥克角发起进攻。

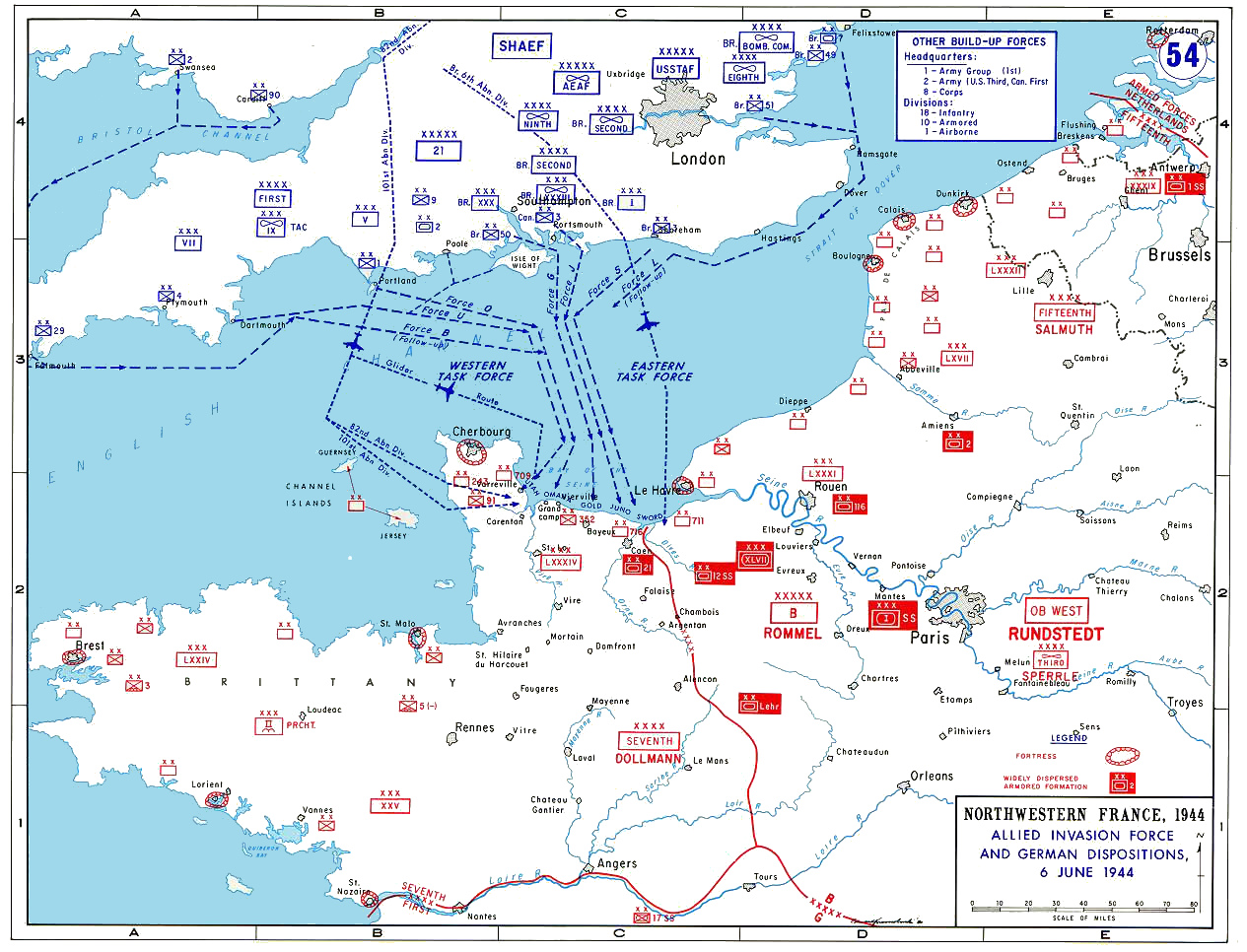
諾曼第與法國西北岸地區海岸的「D-Day」作戰襲擊地圖，上面還標有兩軍的駐守單位。由這張地圖上可以看到奧馬哈海灘和西側猶他海灘之間，相隔了整整一個河口的距離。

登陆行动預計于6月6日清晨06:30時开始，代號為「H-Hour」。盟军首先会对海滩上的守军进行40分钟的舰炮炮击和30分钟的空中轰炸，此后两栖坦克会在行动开始前5分钟提前登陆。步兵部队由許多32人的突擊小队组成，這一小隊的隊員會搭乘同一艘的登陸艇上岸，每个小队都有专门的任务目标及相应的武器装备。在第一波攻击结束以后，敵軍或許會因各突擊小隊達成各自目標，使得敵軍的火力反抗間歇。這時，美军战斗工程兵会立刻上岸为后续部队开辟出安全通道，開始清理障礙物、地雷並標示出安全路徑。此后盟军的大型登陆舰會在高潮时分安全靠岸，運送更多的物資彈藥和火力支援部隊。战斗打响90分钟以后，盟军炮兵部队亦会開始登陆，而再过90分钟則会有大量的盟军战斗车辆于海滩上集结。战斗开始195分钟以后，隶属第29步兵师的美軍第115战斗团和隶属第1步兵师的美軍第18战斗团將会開始登陆，同样归属于第1师麾下的第26战斗团則会在接到第5军军长的命令后才會登陆。
在計劃中，战斗开始2小时之后盟军得消灭滩头守军，之后各个32人步兵小队将集结成为几个步兵营并参加后续战斗。战斗开始3小时后，盟军預估能控制悬崖中的各个谷口，这樣就能让后续部队繼續向内陆推进。在战斗当天结束时，奥马哈海滩的盟军将建立一处纵深8公里（約5英里）的灘頭堡，与东边黃金海滩上的英军第50師第30军会合，并且为第二天进攻濱海伊西尼的行动做好准备。若濱海伊西尼落入盟军之手，那么奥马哈的盟军将能够与西側犹他海滩上的美国第7军会合。
盟军进攻部队為了作戰，投入近34000多人与3300辆战斗车辆组成戰鬥單位。负责支援地面部队的海上力量由两艘战列舰、三艘巡洋舰、12艘驱逐舰及105艘其它舰只组成。这支海上力量中的大部分舰只都属于美国海军，但也有少量舰只属于英国皇家海军和自由法国。而为了抢占滩头，第16团在原先的部队之外又得到了3502名士兵与295辆战斗车辆，这样一来它的总力量就增加到了9828名士兵、919辆战斗车辆和48辆坦克。运输这样大的一支部队，至少需要投入2艘运输船、6艘坦克登陆舰、53艘坦克登陆艇、5艘步兵登陆舰、81艘美式步兵登陆艇、18艘英式步兵登陆艇、13艘其它登陆船只和约64艘DUKW。驾驶这些登陆船只的人员主要来自于美国海军、美国海岸警卫队和英国皇家海军。
這些DD坦克雖然號稱是「會游泳的坦克」，不過技術面上是從坦克登陆艇中於離灘頭還有2英里處下水後自行奮力游上灘頭給予防守的德軍迎頭痛擊。然而由於充作漂浮憑藉的浮幛（flotation screen）並不是防水的材質所製成，而是以黃油脂抹覆於表面的棉質帆布所製成，加上浮帳的昇舉也有限（肇因考量其放下後的收納情形），只能耐受1英尺以內的波浪，然而當天的浪差高達六英尺以上。因此在奧馬哈灘頭上，DD坦克由於水壓、海水鹽分與風浪各種自然條件交互影響下以「出師未捷先下沉，灘頭官兵淚滿襟」的方式宣告慘敗，卻出奇地只造成輕微的生命損失；大部份乘員因為靠著可以支撐5分鐘的緊急呼吸器（emergency breathing apparatus）與膨脹式救生艇（inflatable rafts）撿回一命，並由第16戰鬥團予以救回。目前在奧馬哈灘頭外海的海底仍殘留不少當年沉沒的DD坦克依舊端正地以當時的行進方向蹲坐在海床上，並成為了另類的人工魚礁。

## 第一波攻擊

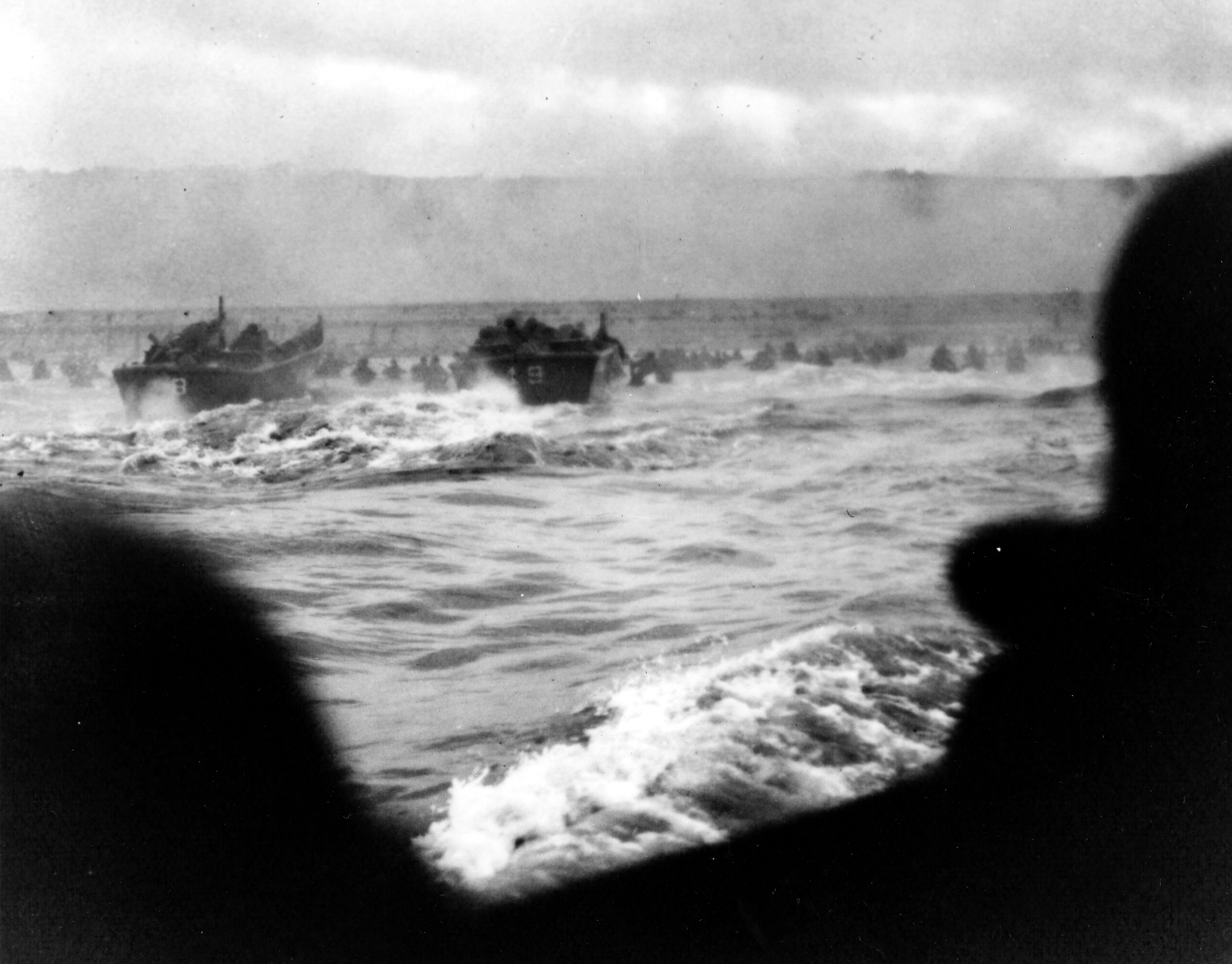
「H-Hour」（6:30）諾曼第登陸的一刻。一批批的登陸艇正衝向地平線那一方、煙霧迷漫的奥马哈海滩，該海灘在不久前被海軍大規模的炮擊。這些登陸艇在海浪頗大的海上拼命駛向海岸，並在即將碰觸沙灘前將士兵放下，攝影師則留置在登陸艇上拍下這張照片。

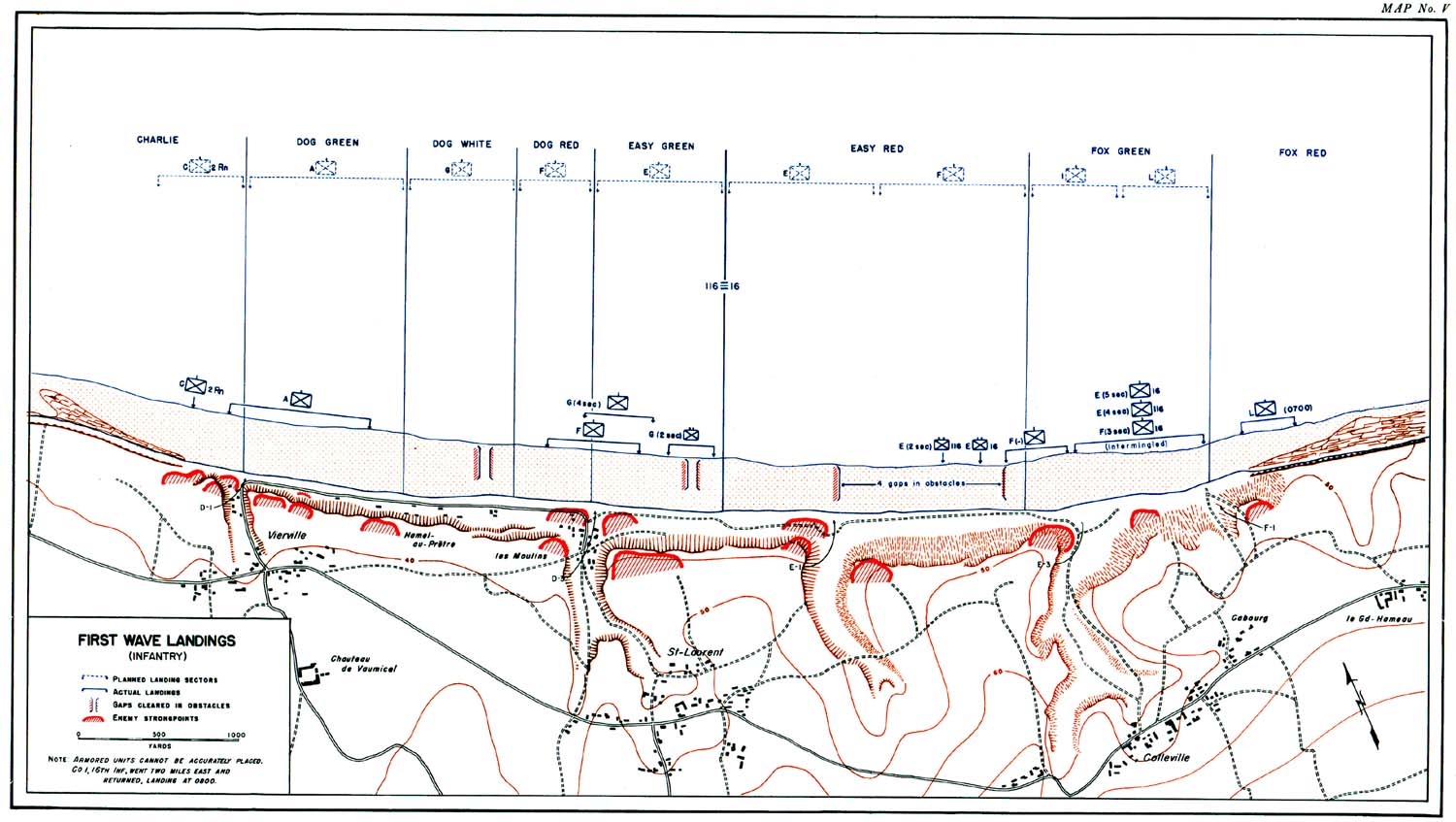
有关第一波攻击登陸區的官方歷史地图。

儘管盟军为这次登陆行动作了相当大的准备，但战斗并未能按照计划顺利地进展。有10艘登陆艇在靠岸之前就已淹沒在波濤洶湧的大海中，同時也有許多登陸艇未能成功抵達預定地點。有少數船隻則是失去動力只能漂流靠岸，在上面的步兵在還未上岸前還得用頭盔把海水舀出。在海面上等待出发的后续部队士兵，也有普遍的晕船现象，嚴重影響他們上岸後的戰力。16团的登陆艇在驶向海岸的途中時，還经常会遇到穿著救生衣的落海士兵，以及两栖坦克沉沒而使用救生筏的倖存乘员。海滩上的各个地标都被厚厚的一层烟雾覆盖着，這些掩蓋了許多地標建築物，这使得盟军登陆船很难修正自己的航向到預定地點。更糟糕的是，这些登陆艇還被一股强劲的海流推向更东方處。
盟军登陆船只在靠近离岸几百码远时，就遭到了德军自动武器与火炮的袭击。隨著登陆艇离岸边越近，德军的火力就越猛烈。直到这时，盟军才发现先前对海滩进行的炮击与轰炸根本没起到多大作用。在之後的火力支援中，盟军轰炸机不仅因为天气原因而延误了起飞时间，并且还由于不相信當時才剛發明的雷達系統準確度，害怕意外炸伤了目标附近的友军，下令飛行員在看到碉堡後才能轟炸，而在飞入敌后很远的地方才投下，由於大都是离戰線较遠的城鎮，因此海滩上防禦的德军并未受到太大影响。

### 装甲部队登陆
鉴于海上的恶劣状况，盟军命令116团的登陆船改变原计划，转而直接将其上搭载的两栖坦克运到海滩上。在德军嚴密把守的维耶维尔谷口据点火力网之下，743营B连在登陸時已损失了一半的坦克，连裡的军官也只有一人幸存了下来。与B连不同的是，在其東边登陆的其它两个连的坦克，反而并未遭到任何的损失。16团也遇到了与116团一样多的麻烦，在原始計劃中以水中直接开上岸登陸的坦克部队中，只有两辆坦克成功的开上了岸；而在原计划中以搭乘坦克登陆舰上岸的装甲部队，也只有3辆坦克登陆成功，而這三輛在之後由於硬闖海堤導致履帶脫落。另外，741营剩下的一个连成功地将其辖下16辆坦克中的14辆开上了海岸，但其中有三辆也在不久之后就被摧毁了。

### 步兵登陆
在参与第一波进攻的九个步兵连中，只有D區綠段的116团A连与其西側的游骑兵部队成功于预定地点登陆。原先预定在E區綠段登陆的116团E连，最后却在16团目的地E區紅段与F區綠段两区登上了岸。116团G连則原定在D區白段登陆，结果其士兵跳下船时却发现自己位于E區綠段。而16团I连由于偏离预定地点太远，在等了1个半小时后才成功登陆。
盟军步兵下船的地点实际上僅是在沙洲上，而真正的海岸线还遠在45-90米（50-100碼）外。沙洲中的水有时甚至能没过人的脖子，這使得盟军士兵在到達海灘前不仅要淌水上岸，而且在上岸以后还要继续推进180米（約200碼）。由于体能消耗太大，那些成功登上扁砾石滩的士兵多也已经无法跑动，甚至連走動也感到勞累。此外，大部分登陆部队还一直遭受着德军轻武器、迫击炮、火炮及重机枪的炮火袭击。好消息是，由於盟军的舰炮炮击点燃了Les Moulins据点对面、D區紅段海滩上的杂草，由此产生的烟雾遮住了据点内的德军视线，使得他们无法有效地攻击岸上的盟军。另外，116团G连和F连在上岸前并未遭受太大的损失，卻在之后F连指挥官的阵亡使得部队陷入了一片混乱之中。G连在之后一度恢復了凝聚力，但繼續向西推进以達預定目標时，德军猛烈的火力攻擊使得部隊又再次陷入了混乱。盟军登陆舰艇也失去了秩序，此一现象又以在16团的前线最为明显。在此前线，16团E连、F连和116团E连下属的登陆艇混杂了一起，一些登陸艇甚至不分青紅皂白的駛近海岸便直接將士兵放下；這使得这些部队无法集结并发动足够规模的进攻来缓和本来就已十分严重的战况，而讓更多的人員受輕重傷。在E區紅段隶属16团的零散部队所承受的伤亡较小，但由于之前在沙洲中需要游过一条很深的溪流，使得他们已经遺失了大部分的武器装备。
海滩两端的盟军部队承受的伤亡最大。在海滩最东部F區綠段与邻近的E區紅段中，盟军的三个步兵连在到达扁砾石滩时已经失去了一半的部队，幸存的士兵中有很多人都是从海滩上一直爬了270米才到达相对安全一些的扁砾滩的。116团A连在于海滩最西端的D區綠段登陆15分钟后就被打散，其指挥官与另外约120人都已阵亡或受伤。幸存的A连士兵只得在海边或掩蔽物后躲藏了起来。A连右方的游骑兵连尽管成功到达了悬崖底下，但也损失了一半的战斗力量。
16团L连在预定时间之后30分钟才登上了F區綠段之東側處，這是因為許多登陸艇被調往運送傷兵。它們在前往180米（200碼）遠的悬崖之前，也承受了一些伤亡。幸运的是，海滩东部的地形给予了L连士兵更多的保护，使得此连得以有125名士兵幸存下来，并向悬崖底下的德军发起进攻。L连也因此成为了在第一波攻击中，唯一一个能够将部队集结起来发动进攻的盟军作战单位。而盟军其余的连队中，处境最好的也多已被打散。在这些部队中很多都已失去了指挥官，并被德军压制在了扁砾石滩上，根本没有能力完成原定的作战任务。处境最差的部队則几乎完全失去了战斗力。這些部队在上岸时都离原定登陆地点有几百码之远，这将盟军精心布置的计划彻底地打乱了。在原本計畫中，一艘登陸艇的步兵隊伍得負責一項特定任務，這種狀況卻有可能會讓盟軍在奧馬哈海灘的行動徹底失敗。

### 战斗工程兵登陆
与步兵一样，工兵也偏离了原定的登陆地点。在16支工程兵部队中，只有5支成功地在预定地点上了岸；另外有3支在上岸后，发现周围根本没有友军步兵或装甲部队来为它们提供掩护。工程兵不仅要在猛烈的火力之下完成任务，更糟的是他们失去了大部分的装备。諷刺的是，他们原定要清除的障碍物却已成了友军士兵唯一的掩蔽物。在敵方強烈的火力下，這些工程兵得在美軍無法反擊的時候仍試圖要達成目標。一些德军流弹引爆了工程兵们自己携带的炸药，这造成了拿著炸藥的步兵以及周遭許多同伴很大的伤亡。如有一支由8个人组成的部队在将它们的橡皮艇拖下登陆艇时被一颗德军炮弹击中，这颗炮弹引爆了橡皮艇上的易爆物，使得工程兵損失許多装备并炸死了7个人。又如另外一支部队在刚刚埋好炸药后就遭到了德军迫击炮的袭击，这次炮击提前引爆了这些炸药，并炸死或炸伤了19名工程兵，以及附近的一些步兵。然而，工程兵部队仍成功在D區白段和E區綠段域内116团各开辟了6条安全通道，而在E區紅段內也為16团開闢了4条安全通道。但這些成功的背後，也同时意味著這些戰鬥工程兵承受了多于40%的人员伤亡。

## 第二波攻击

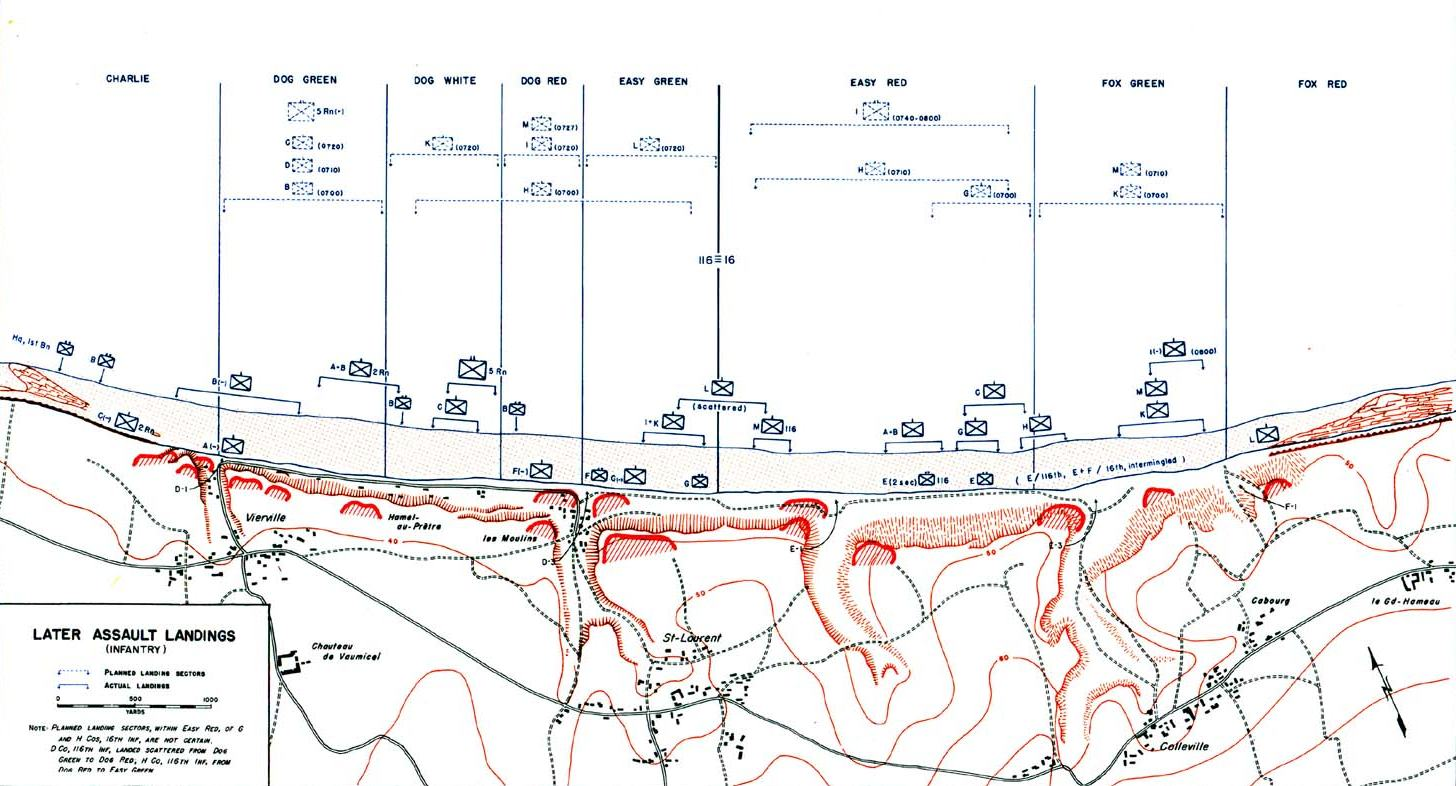
有关第二波攻击的官方地图

第二波攻击于上午7:00开始，参与此波攻击的部队将为已在岸上的部队提供火力支援，并会构筑临时指挥所。由于第一波攻击并没有达成其目标，参与第二波攻击的士兵们也陷入了与岸上士兵相同的处境。盟军仅仅靠着数量优势才稍微缓解了海滩上的战况。第一波攻击中幸存下来的部队无法为后续部队提供足够的掩护，结果第二波攻击中的部队承受了与第一波一样大的伤亡。工程兵未能开辟足够多的通道，这在漲潮时给第二波攻击部队造成了很大的麻烦。海滩上遗留下来的障碍物在涨潮时已没入水下，这给盟军登陆船队造成了相当大的损失。与上一波攻击一样，许多登陆艇因导航原因而偏离了预定地点，登陆部队因此被打散了。
在116团前线，1营剩下的B，C，D三个连准备在A连支援下登陆D區綠段。在此三个连的登陆船队中，三艘船在漂到预定地点以西很远的悬崖下之后才得以靠岸，而位于这三艘船上的，是116团1连的指挥所。这支部队在冲过海滩后只剩下了三分之一至二分之一的人员，幸存者随后便被敌军狙击手一直压制到了战斗结束。被打散的116团B连中有一部分部队于D區綠段登陆，并很快加入到了A连的战斗中去。游骑兵部队第二营中有两个连在之后某一时分登陆D區綠段，并且成功地到达了海堤附近，但这两个连也损失了一半的部队。
相比于D區綠段来说，其西边D區白段的战况大为不同。116团C连在上岸时发现自己是此处海滩上的唯一一支部队，士兵们能看见的友军只有上次攻击波中幸存下来的寥寥几辆坦克而已。C连前方的草地已被盟军舰炮炮火点燃，燃烧产生的烟雾为此部队提供了很好的掩护。C连没有经受太大的伤亡就到达了海堤，并同时成为了自战斗开始以来，116团前线状况最好的部队。116团1营在D连灾难性的登陆之后失去了几乎全部的重武器。尽管如此，在几乎完好无损的游骑兵部队第5营与C连接上了头之后，盟军在D區白段的战斗力量开始逐步增长。游骑兵部队指挥官在接到了D區綠段的战况消息后命令其下属的登陆部队改由D區白段登陆。在D區白段登陆的116团指挥部在登陆后几乎毫发无损。
在D區白段东边的战区内，美军士兵陷入了类似D區綠段的困境。在D區紅段/E區綠段边界处，Les Moulins据点附近的守军给海滩上的116团H连与其指挥部造成了巨大的伤亡。在这些部队的幸存者与扁砾石滩后面的116团F连会合之后，2营指挥官聚集起了50人并成功地冲过了扁砾石滩。这支部队之后向Les Moulins东部的悬崖发起了进攻，但由于胜算极小而不得不撤回。
16团G连及支援营在E區紅段东部登上了岸。由于此处位于两个德军据点之间，这支部队并没有遭受沉重的打击。尽管如此，G连在到达扁砾石滩之前损失的人数还是占了当天损失总数的一大部分。H连于E-3谷口对面登陆，并被谷口附近的德军压制了好几个小时。
海滩最东边F區綠段中的5个步兵连混成了一团，而第二波攻击中到来的新部队并没能缓解战况。第三营下属的两个连也加入了这片混乱之中，而在第一波攻击中被海流带向了东方的16团I连终于在08:00以极大的代价登上了岸。由于第三营损失太大，I连中的一个上尉竟成为了此营中的高级军官之一。I连的六艘登陆艇中有两艘在向东漂流时陷入了沼泽中，另外有3艘在驶近F區綠段时被炮弹或地雷炸伤，最后一艘卡在了障碍物上。

### 美军战况

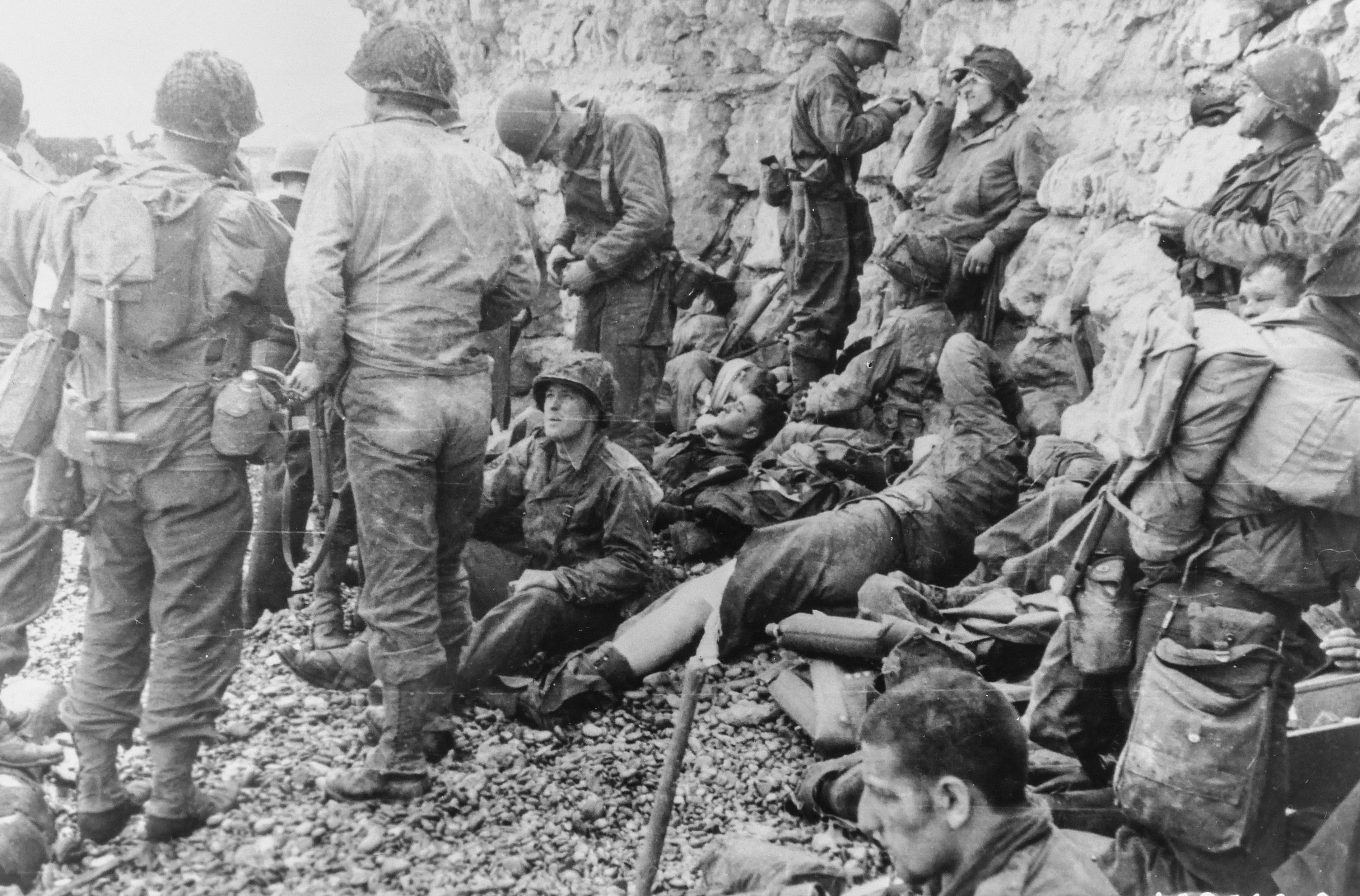
16团第3营的士兵们在F區紅段某悬崖底下歇息

美军在派出步兵的同时也派出了支援部队。与步兵一样，支援部队在上岸后也面临着许多麻烦。战斗工程兵未能在预定地点登陆，并抛弃了全部装备。美军的半履带车、吉普车和卡车中，有些在渡水时沉到了水底，其余的都在海滩上出了故障并被德军轻松消灭。由于美军失去了绝大部分的无线电通讯设备，想要重组海滩上乱成一团的部队就更是难上加难，成功上岸的高级军官们也只能指挥位于自己附近的部队。除了零星的一些坦克和重武器之外，美军士兵手里只有一些轻武器，而这些武器在海滩上被掺入了大量沙子并急需清理。
在扁砾石滩上的幸存士兵中有许多都是第一次上战场的新兵，他们的掩蔽物足以抵挡德军轻武器的火力，但德军的火炮与迫击炮还是能威胁到他们。在这些士兵前方是一大片埋有地雷的开阔地，开阔地后面的悬崖上还有许多德军在向他们射击。美军士气在逐渐地下降。许多部队都已失去了指挥官，并只能坐视旁边的友军一点点被打散。海滩上的伤兵在涨潮时被纷纷淹死，而海上的登陆艇也在不断地爆炸。

### 德军战况
13点35分时，德军第352师报告说美军的登陆部队已被打退。在从Pointe de la Percée的制高点观察了海滩战况之后，德军认为美军登陆部队已被己方守军压制在了海滩上。但是，防守F-1号谷口的726掷弹兵团第3营却早在07:35就报告说有100-200名美军士兵已突破其防线，除此之外，报告中还说WN-62据点外的铁丝网已被美军打破，而WN-61据点也遭到了敌人从其后方发起的攻击。德军伤亡人数在不断升高，同时352师防区中央的916团也在请求增援。由于诺曼底其它地区的情况非常紧急，916团并没有得到任何增援。作为预备队的352师915团原先接到命令攻击美军空降兵，但之后在盟军击溃黃金海滩守军之后就被调到了那里。

## 突破德军防线
登陆行动的失败也影响到了之后对各个谷口的进攻。作为通向内陆的唯一通道，悬崖中的五个谷口成为了美军的重要目标。尽管如此，美军部队在谷口德军的优势火力之下根本无法发动进攻，而只能在两谷口之间防守相对薄弱的位置发起较大规模的攻击并向前推进。
在登陆行动的最初几个小时内，影响美军的一个重要因素是指挥。在原计划被彻底打乱，部队被打散开来，指挥官大部分阵亡，并极度缺乏通讯设备的情况下，美军军官们只能靠喊叫来向其周围的部队发号施令。在某些地方，来自不同连队的士兵聚集成了小队，并向悬崖顶端的德军发起了袭击。

### 向悬崖进攻

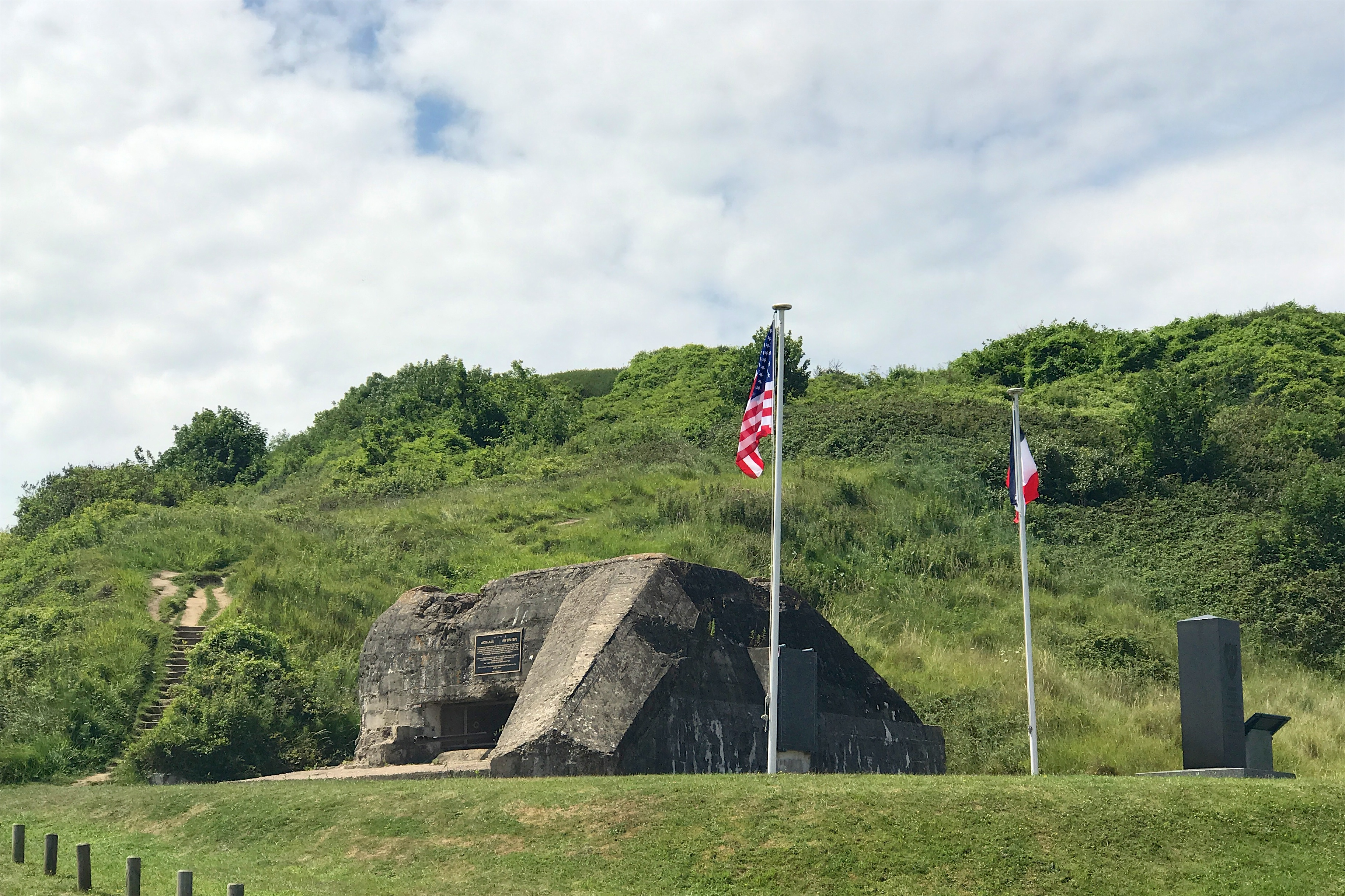
WN-65卫冕E-1谷口附近

当天上午7点30分，游骑兵部队第2营C连的幸存者登上了D區白段与维耶维尔谷口附近悬崖的顶端。之后偏离预定地点登陆的116团B连也加入了他们。在接下来的一天里，这支部队通过紧密协作，终于攻占了防守维耶维尔谷口的WN-73据点。
7时50分，116团C连开始向WN-68和WN-70两据点之间的地面推进。并用炸药和钳子在德军铁丝网中打开了几个缺口。20分钟后，游骑兵部队第5营加入了C连，并炸开了更多的缺口。G连和H连随后也加入了他们，并最终在悬崖顶上建立了指挥部。上午9点，F连与B连下属的小股部队到达了D區白段东部的悬崖顶端，同时拓宽了美军阵地。这几支部队的右方是游骑兵部队第2营A连与B连幸存下来的士兵。他们在8点至8点30分时先后到达了悬崖顶端，并随后攻占了已被舰炮炮击毁损的WN-70据点。此后，他们加入了游骑兵部队第5营，并与之一起开始了向内陆的推进。到了9点时，已有600多名美军士兵到达了D區白段对面悬崖的顶端并开始向内陆推进。
116团第3营在M连重武器的掩护下，以小股部队渗透的方式推进到了WN-66与WN-65之间悬崖的顶端。尽管悬崖上的地雷减慢了3营的推进速度，但在9点时，3营的全部三个连以及2营G连的一部分还是到达了悬崖顶端。WN-62据点内的守军在发现这些部队后，以为WN-65与WN-66已被攻占。
7点30分至8点30分之间，部分隶属于16团G连，E连及116团E连的部队集结到了一起并登上了WN-64与WN-62之间悬崖的顶端。9点5分时，德军观察员报告说WN-61已经失守，而WN-62也只有一挺机枪在开火。在跨越了一片雷区之后，崖顶的150名美军开始向南方Colleville外围的WN-63据点指挥部推进。与此同时，由约翰·M·斯波尔丁中尉率领的16团E连残部在到达悬崖顶端后转向西推进，并与WN-64据点内的敌军展开了为时两个小时的战斗。斯波尔丁中尉手下只有两个人，但中尉与这两名士兵在中午来临前已基本消除了此据点的威胁，并俘虏了21名士兵。在下方的海滩上，16团团长乔治·A·泰勒上校已于8时15分登陆。在看到己方士兵的惨状之后，他说道：“只有两种人会愿意待在海滩上，一种是已经被打死的人，另一种是马上就要被打死的人。现在咱们快离开这个地方。” 泰勒上校随后开始将来自不同单位的小股部队集结了起来并为他们分配了指挥官。之后，他命令这些部队向海滩对面推进。9时30分，16团已在悬崖底部建立了其指挥所，其下属的1营和2营也已开始向内陆推进。
海滩最东部的F區綠段内，16团L连中有四股部队在登陆时毫发无损，此时他们正在引导着I连，K连和116团E连向悬崖顶端推进。在装甲部队，驱逐舰及16团M连重武器的掩护下，这些部队在9点消灭了F-1号谷口附近WN-60据点内的敌军。16团第3营在同一时间开始向内陆移动。

### 海军支援

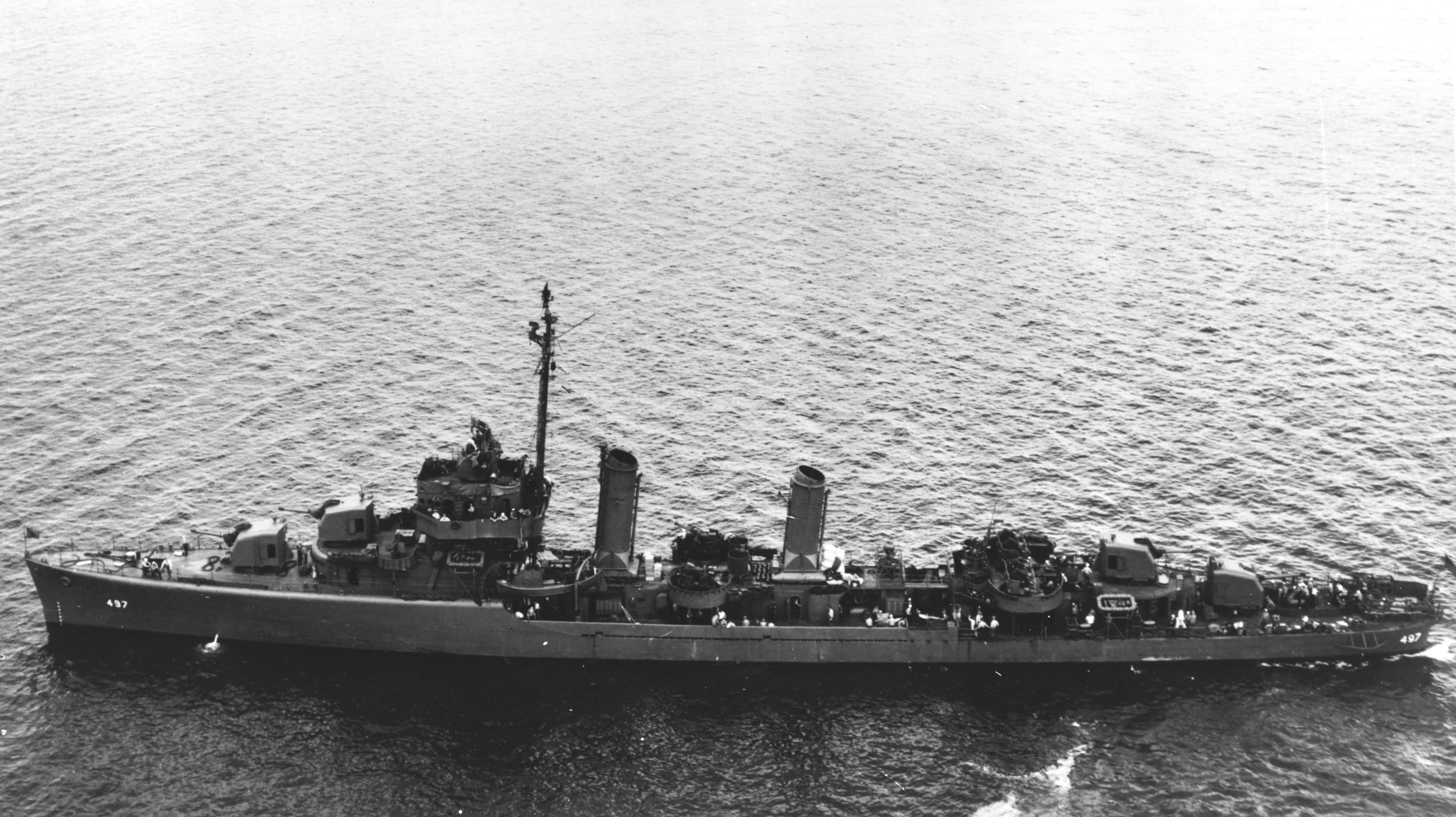
美国海军“法兰克福”号驱逐舰。

在岸上部队小心翼翼地推进时，唯一为他们提供炮火支援的部队就是盟军海军。由于很难发现目标，并且害怕击伤自己人，海军的战列舰与巡洋舰只能对海滩两侧进行炮击，但驱逐舰却能够靠近海岸轰击目标。9点48分时，美国海军一艘驱逐舰摧毁了WN-74据点的一门75毫米炮。两分钟之后，盟军所有驱逐舰都接到了尽量靠近敌人的命令。一些驱逐舰冒着搁浅的危险一直驶到了离岸900米处。一名于第一波攻击中登陆的战斗工程兵看到了美国海军法兰克福号驱逐舰逐渐驶向海岸，他以为这艘船已被击中而不得不搁浅。但是，法兰克福号却突然转向并沿着海岸线向西航行，其上的火炮也在不停地射击。此时，本来认为这艘战舰将要驶回海中的这名工程兵才意识到了法兰克福号实际上是在提供炮火支援。在战斗进行到某一时刻时，法兰克福号上的炮手们发现了一辆正在射击但无法动弹的盟军坦克。他们仔细地观察了那辆坦克的炮弹落点，并在之后使用舰炮轰炸了同一地点。在接下来的几分钟内，这辆坦克为法兰克福号“指示”了许多目标。官方还记录了美海军卡尔米克号驱逐舰相似的行为：

### 内陆的德军
滩头上的德军尽管没有完全阻止美军向内陆的推进，但也对其造成了惨重的损失。由于德军将其几乎全部力量都放在了海滩上，内陆的守军因而相当弱小，各个小据点里的士兵数量连一个连都不到。尽管如此，他们还是成功地袭扰了正在推进的美军。美军甚至连在去集结地点的路上都遇到了很大阻力，更别提完成当天的任务目标了。举例来说，美军游骑兵部队第5营在向内陆推进的路上遭到了一挺藏于篱笆墙之中的机枪的袭击而动弹不得。第5营决定派出一个排从侧翼消灭掉这挺机枪，而这个排却遭到了另一挺机枪的袭击。第5营又派出了一个排来攻打这第二挺机枪，此排却遭到了第三挺机枪的袭击。负责消灭这挺机枪的第三个排却又进入了第四挺机枪的射击范围。内陆德军靠着这些精心部署的工事成功地阻止了美军重武器向内陆的移动。没有了重武器的支援，游骑兵部队在坚持了四个小时后终于放弃了向内陆的推进。

## 滩头

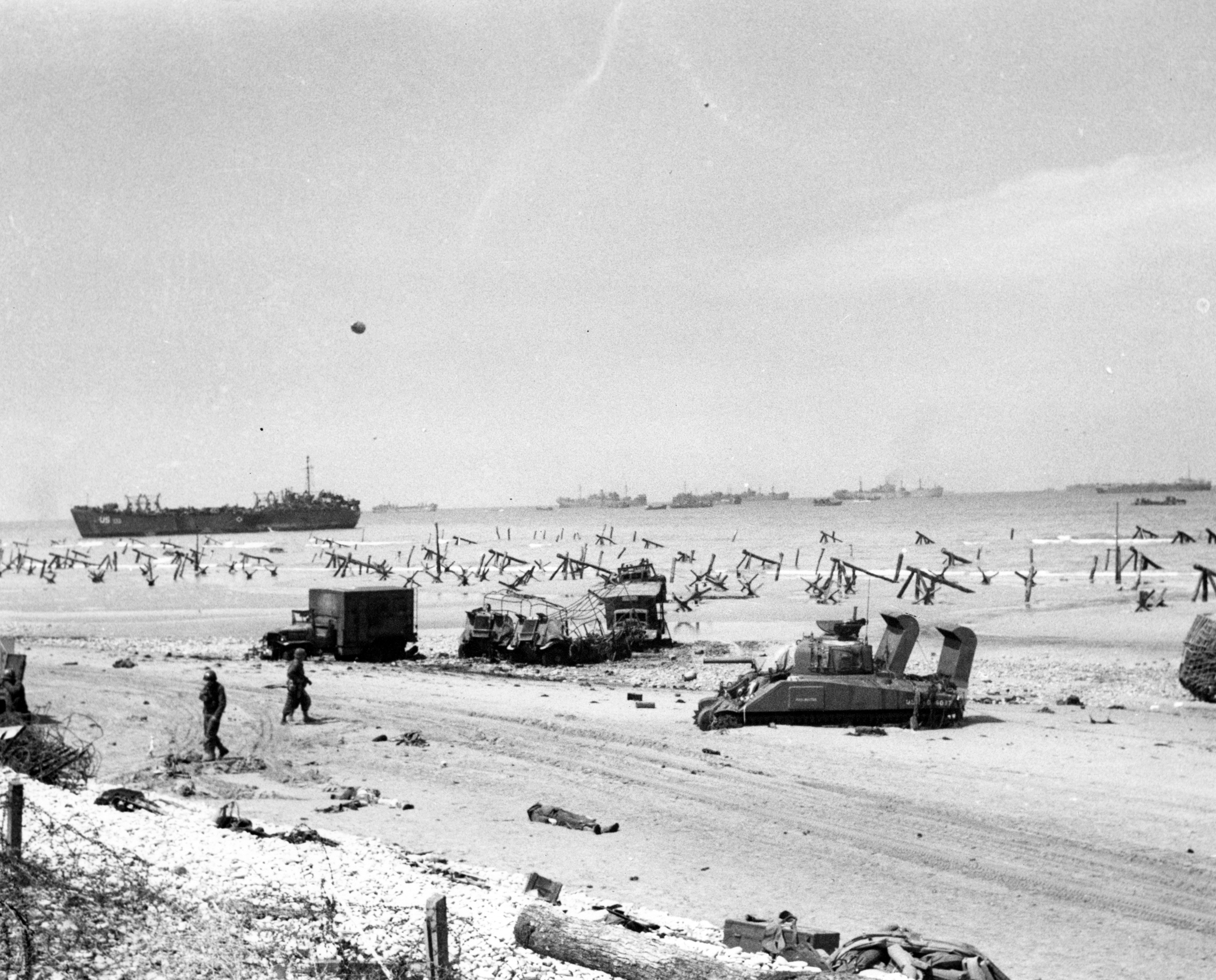
奥马哈海滩，摄于战斗当天下午。

尽管有些美军已经深入到了内陆，但海滩上的部队却仍然没有完成其作战任务。悬崖中的各个谷口还未能通行车辆，防守这些谷口的小股德军也在顽强地抵抗。海滩上的障碍物并没有被完全清除，因此盟军的后续部队基本上只能在
E區綠段和E區紅段两区登陆。
海滩上只有一条很窄的通道以供盟军车队上岸。由于此通道完全暴露于敌人的火力之下，盟军最高层于08:30下令中止车队的登陆行动。已经靠近海滩的盟军车队发生了大堵塞，其中DUKW车队的堵塞情况尤为严重。举例来说，116团第11野战炮营的13辆DUKW中，5辆在下了登陆艇之后不久就陷入了沼泽里，4辆在于登陆地点附近等待上岸时丢失，1辆在掉头转向海滩的过程中倾覆，两辆在驶向海滩的过程中被敌军击毁，最后一辆也于之后某些时候沉没，尽管其乘员在其沉没之前将其上运载的火炮搬运到了另一艘船上。这唯一一门幸存下来的火炮在当天下午上了岸。
关于奥马哈之战的官方记录称盟军“装甲部队打得非常艰难”。而根据116团第2营营长的说法，装甲部队“救了盟军登陆部队，他们狠狠地揍了德国人一顿，自己也伤亡惨重”。滩头守军力量在早晨至中午的这段时间里被逐渐削弱，对此做出最大贡献的正是盟军坦克部队。散乱的作战单位，敌人压制性的火力以及无线电通信设备的缺乏使得盟军坦克只能各自为战，它们因此受到了很大的损失。111野战炮营营长在引导一辆坦克向某方向开火时阵亡，直属741坦克营指挥部的5辆坦克中有三辆被击毁，743坦克营营长在跑向一辆坦克时也被子弹击中。在海军开始炮击E-3谷口附近的据点后，盟军决定使用装甲部队来向此据点发动突击。接到此一命令后，泰勒上校集结起了海滩上所有的坦克，并在上午11:00发起了攻击。只有三辆坦克成功的进入了作战区域，其中两辆在向谷口前进时被摧毁，仅存的一辆坦克被迫撤了下来。
盟军的团级后续部队开始一个营接着一个营地上岸。第18作战团首先于09:30分在E區紅段登陆。此团中首先登陆的是其下属的第2营，由于海岸附近有许多船只堵成了一团，因此第二营在原定时间之后30分钟才登陆于E-1谷口附近。海滩上有一条狭窄的安全通道供其通过，但未被清除的障碍物与地雷还是摧毁了2营的22艘步兵登陆艇，2艘步兵登陆舰和4艘坦克登陆舰。在装甲部队和海军炮火的支援下，新上岸的部队迫使防守E-1谷口的最后一个据点内的德军在11:30分向其投降。尽管盟军终于打开了第一条通向内陆的通道，但海岸附近的大堵塞却使其没能及早派遣部队向内陆开进。115团的三个营原定于10:30分在D區紅段和E區綠段登陆，但它们在拖延了一段时间后和18团同时在E區紅段登陆。由此造成的混乱使得18团剩下的两个营在13:00才登陆，而且除18团2营以外，其余部队直到14:00才完全离开了海滩。更糟的是，盟军向内陆的推进还遭到了谷口深处的德军地雷与防御工事的袭扰。

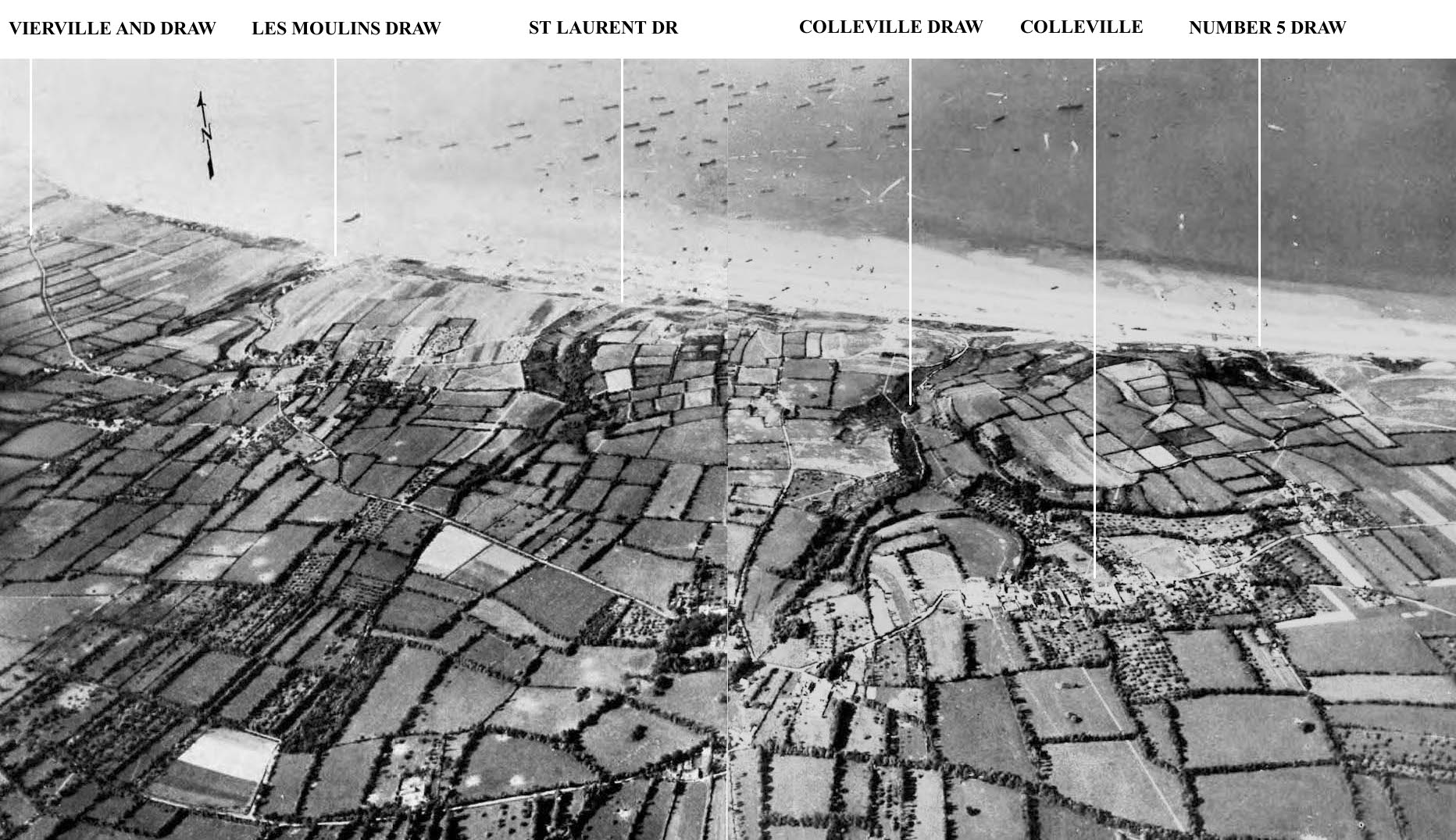
这张奥马哈海滩的航拍照片显示了所有5个谷口（D-1，D-3，E-1，E-3和F-1）的位置。

 D-1谷口附近的据点在下午刚到来时被盟军舰炮炮火打得基本失去了战斗力，但在缺乏足够人手来清除剩余敌军的情况下，盟军还是无法派遣部队穿越这条山谷。盟军车队直到夜幕降临时才开始穿越此山谷，743营幸存下来的部队也穿越此山谷到了维耶维尔过夜。
18团在推进中清除了E-1谷口附近残余的少量敌军。战斗工程兵在此谷口西边开辟出了一条道路，此道路随后成为了盟军部队向内陆推进的主要通道。海岸外堵在一起的登陆部队在14:00时接到了上岸的命令。内陆St. Laurent的德军火力又造成了一次堵塞，但堵塞起来的部队还是绕路到达了目的地。741营剩余的坦克在17:00时接到命令，通过E-1谷口向内陆推进。
原先由于两侧太陡而被盟军认为无法使用的F-1山谷，在工程兵开辟了一条通道之后还是投入了使用。在D-3与E-3两谷口久攻不下的情况下，盟军决定改变计划，利用F-1山谷来调动部队。745坦克营中有一个连的坦克由此山谷通过并于20:00到达了一处高地。
与此同时，海滩上的所有谷口已全部被盟军攻占，其附近的地雷也被清理了出来。低潮的来到也使工程兵能够继续清除海滩上的障碍物。到了晚间时分，海滩上已有了13条通道。

### 德军反应
德军认为奥马哈的盟军威胁并不大，因此，在得知盟军已开始在奥马哈海滩上建立阵地时，它只从东边的英军海滩调派了隶属915团的一个营来增援。这个营与另外一个反坦克营一起被归到了916团属下，并在下午刚来临时向Colleville地区发起了反击。进攻部队报告说此次反击被“猛烈的美军火力”击退，并且还承受了惨重损失。由于诺曼底地区恶劣的战况，352师请求的援军并未到来。德军认为其最大的威胁是奥马哈东边的英军，因此诺曼底地区大部分的德国预备队都将注意力集中到了英军身上。德军将防守布列塔尼地区的部分军队也调到了诺曼底地区，但这些部队在盟军猛烈的空中打击下损失惨重。作为352师最后的预备队，一个工程兵营在当天晚上被调到了916团麾下。这个营的任务是击退美军16团在Colleville-St. Laurent海滩可能发动的进攻。午夜时分，352师师长迪特里希·克赖斯将军在向上级报告己方损失时，说道自己的部队仍然能够在D+1日与海滩上的美军抗衡，但在那之后却急需援军。上级却回复说已经没有可用的预备队了。

## 当天结束

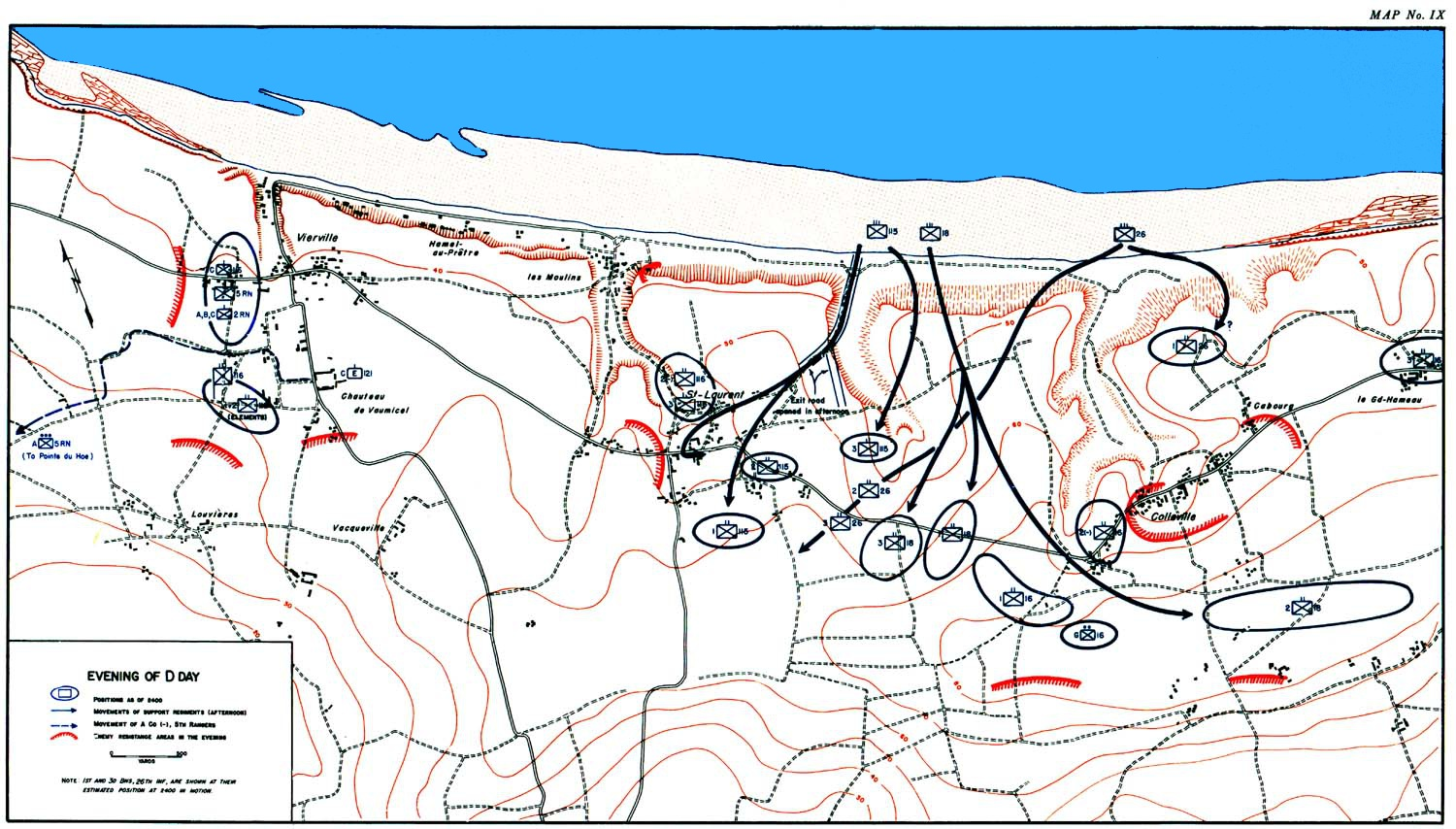
这张官方地图显示了盟军在当天晚上时的进展。

盟军在当天结束时并未能向内陆推进多远。美军控制的地区内仍然有小股德军在活动，德军的炮兵也仍然在威胁着整个海滩。到了晚上21:00时，第26战斗团的所有步兵都登上了岸，但他们却损失了许多装备，包括26门火炮，50多辆坦克，大约50艘登陆艇和10艘大型舰只。盟军原计划在当天向岸上输送2400吨补给，但实际上只有100吨成功地上了岸。第5军估计共有约3000人阵亡、受伤或失踪。第一波攻击中的步兵，装甲兵与工程兵承受的损失最大。16团与116团各损失了约1000人。德军352步兵师一共阵亡，受伤和失踪了1200人，这是352师20%的兵力。海滩上的352师士兵给美军造成了很大的麻烦，美军第一军军长奥马尔·布拉德利将军甚至曾考虑过撤离奥马哈海滩，英国陆军元帅伯纳德·劳·蒙哥马利也考虑过让美军由黃金海滩进入内陆的可能性。

## 后果及影响

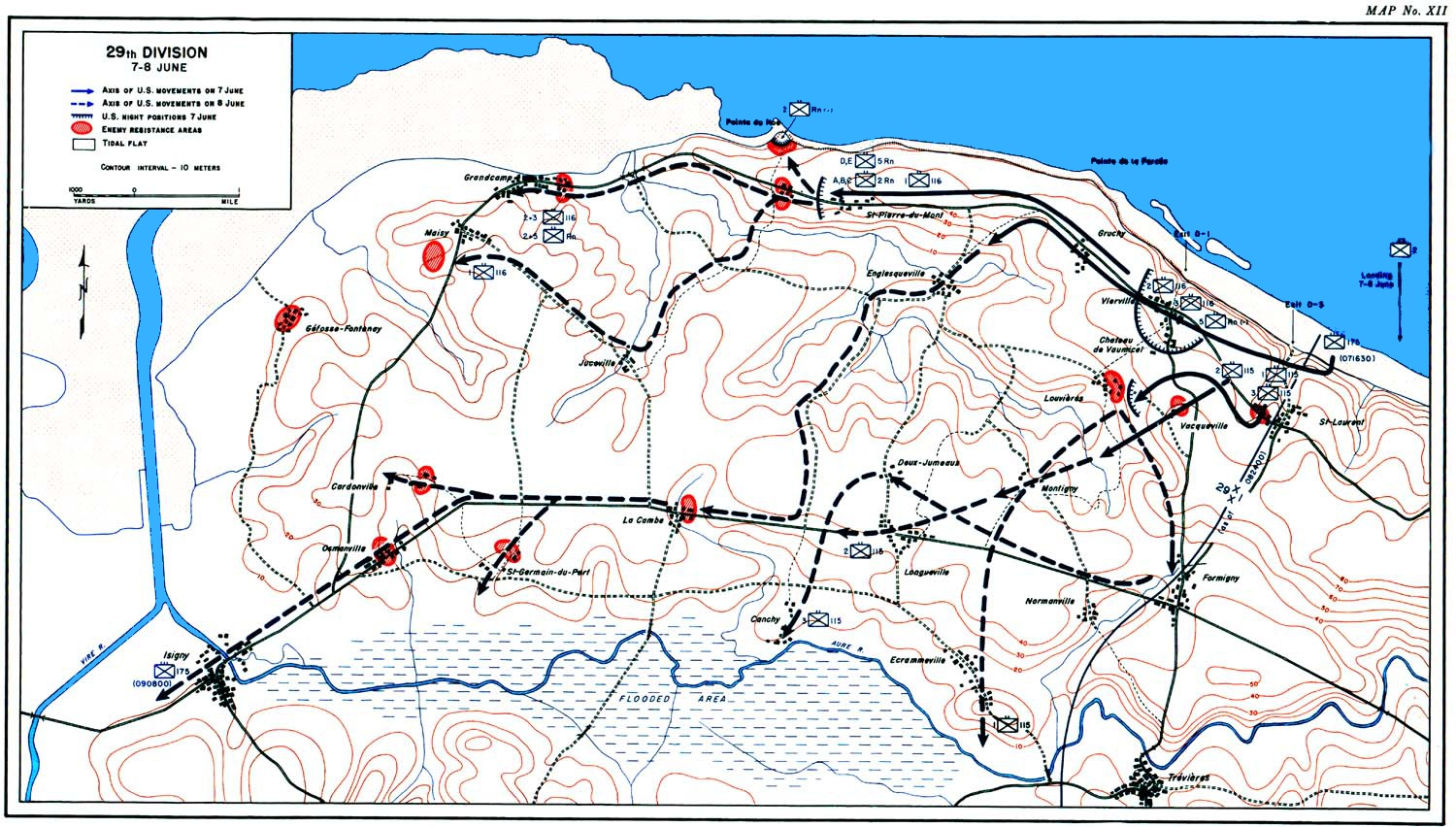
这张官方地图显示了29师在D 日之后第二天取得的进展。

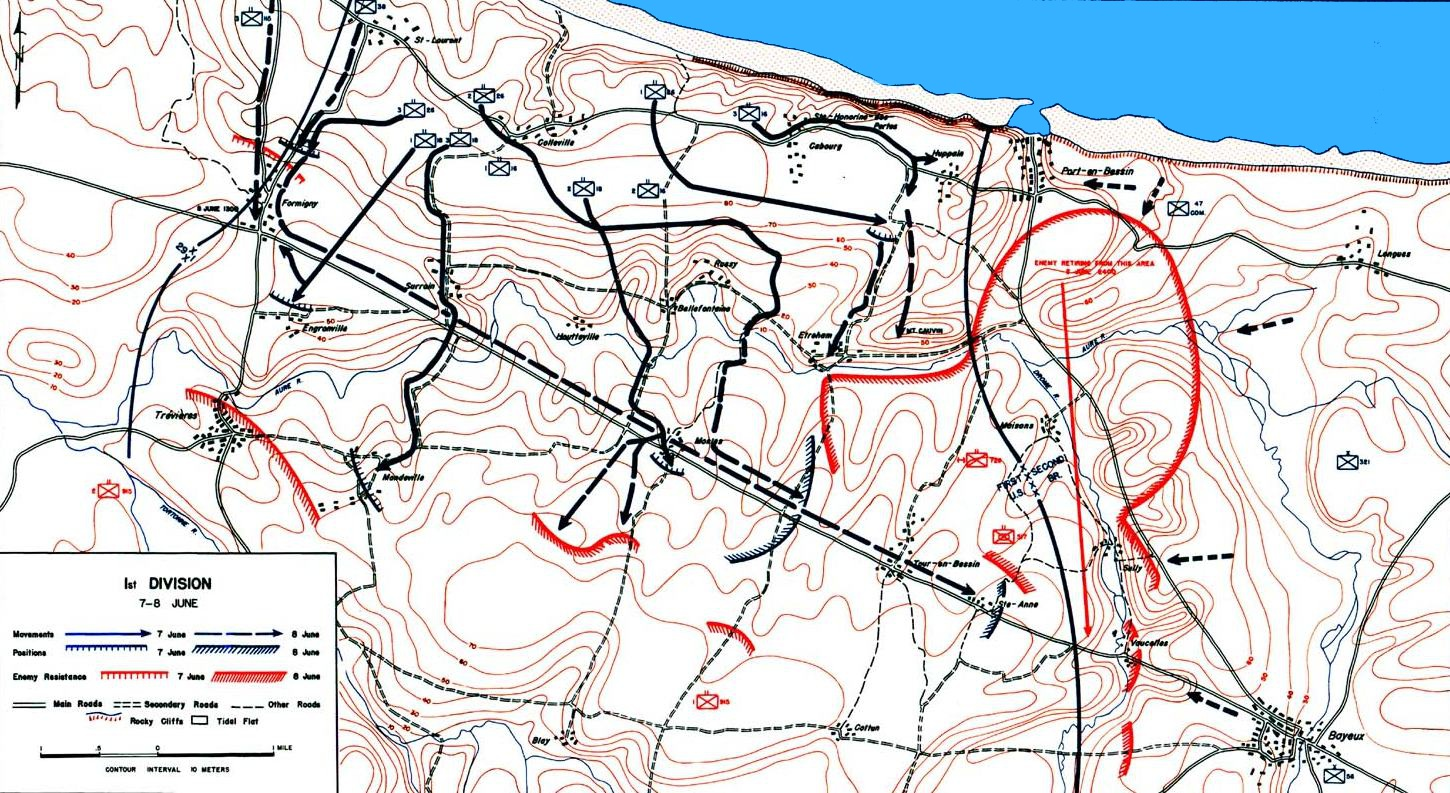
这张官方地图显示了第1师在D 日之后第二天取得的进展。

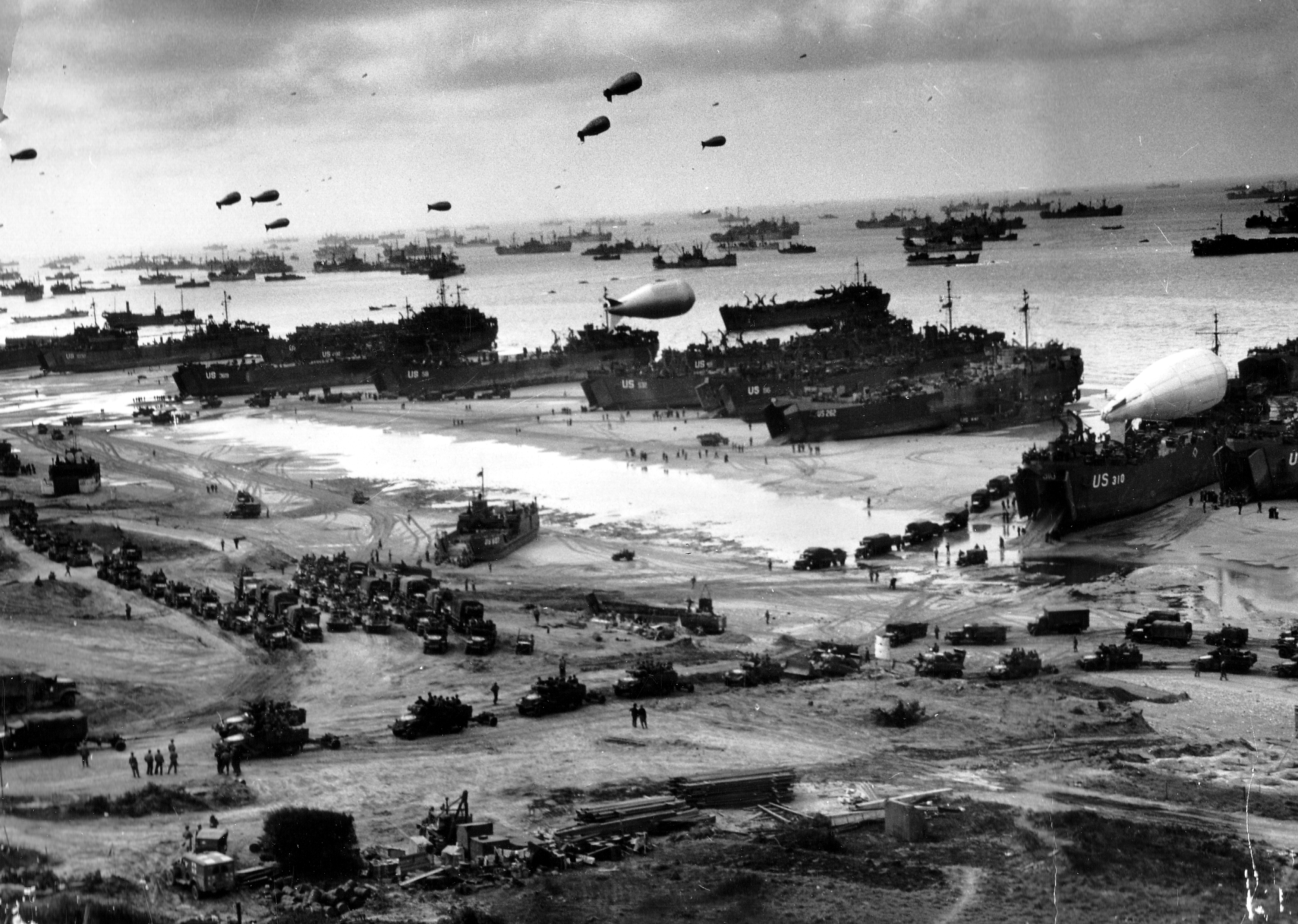
在登陆之后的几天中，盟军在奥马哈海滩上源源不断地卸载了许多补给与部队。

盟军在奥马哈建立的两个互不相连的阵地是诺曼底地区所有滩头阵地中最小的。在原定的任务目标尚未完成的情况下，盟军的首要任务是将滩头上的各阵地连成一片。尽管海滩仍然不时遭受着德军的炮击，盟军还是在6月7日把奥马哈海滩定为了一个补给卸载点。多余的货船被盟军凿沉而成为了防波堤，而且在那天有1429吨货物被送到了岸上，尽管这个数字还是低于盟军的目标。
在控制了海滩之后，美军的各个团级战斗队重组成了步兵团。它们在接下来的两天内完成了原先为D日制订的任务。18团1营击退了来自916师与726团的两个营的德军向WN-63据点和Colleville城发起的反击，这两个营随后被第16步兵团消灭。16团在这之后又开进到了贝桑于潘港。作为盟军的主力进攻部队，18团在26团第3营的协助下开始向南部和西南推进。他们在福尔米尼遇到了激烈的抵抗，因为城中是德军第916掷弹兵团的指挥部和在这里协防的915掷弹兵团第二营。城中的德军连续击退了美军26团第3营和18团B连，在745坦克营B连支援下发动的几次攻击，福尔米尼直到6月8日早晨才被盟军攻占。由于德军可能使用装甲部队发动反击，18团在8日的一整天里都驻守在福尔米尼城内。原属26团，但在D日被分派到了16团，18团和115团属下的三个营又回到了26团，在此之后它们向东发起了进攻，并迫使德军第726掷弹兵团第1营在当天晚上撤出了巴约城与Port-en-Bessin之间的德占区。9日上午，美军第一师与英军第XXX军成功会合，同时将奥马哈海滩与黃金海滩连接到了一起。
在29师前线，116团的两个营清除了海滩悬崖上的残余敌军，其余部队与游骑兵部队一起开始沿海滩向西推进。6月8日，这支部队成功地帮助防守奥克角的游骑兵部队第2营击退了德军的反攻，并在之后迫使西边Grandcamp一带的德军第914掷弹兵团和第439苏联志愿军营（由苏联战俘组成）向内陆撤退。7日上午，防守St. Laurent的德军撤离了WN-69据点，使得美军115步兵团能够向西南推进，并在同一天到达了福尔米尼一带。29师175团在7日登陆，它在9日早晨攻占了Isigny，并在次日晚上与美军101空降师会合，奥马哈与犹他两个海滩就此被连接成了一片。
与此同时，原先驻守在奥马哈海滩的德军第352师正在被逐渐削弱。德军的报告中称，到了9日，352师“已变成了小股的部队”，而726掷弹兵团“基本上已全军覆没”。德军认为352师的战果“非常微小”。6月14日，德军在报告中称352师的兵力已被完全削弱，并且需要从前线撤下来。
在奥马哈海滩上的守军被完全消灭之后，盟军在那里建立了一个Mulberry式码头。A码头在D日次日开始建造，于D+10日建造完成。首先利用A码头卸载货物的是LST 342（342号坦克登陆舰），它在38分钟内卸载了78辆车辆。3天后，诺曼底地区遭到了40年以来最严重的暴风袭击，这场风暴一直持续了3天，直到22日晚间才消失。A码头受到了很大的损毁，盟军决定放弃对其的修理，转而将货物直接卸载到海滩上，直到地面部队攻占一个德军码头为止。在风暴来临之前的几天里，共有11000名士兵，2000辆各式车辆和9000吨货物通过A码头上了岸。在D日之后的100天内，共有100万吨补给，10万辆车辆和60万名士兵通过奥马哈海滩登上了欧洲大陆，同时还有93000名伤员从奥马哈海滩被送回了后方。
今天，奥马哈海滩上盟军码头残留下来的部分在低潮时仍然可以看到。扁砾石滩已在D日之后的几天内被盟军工程兵清除。海滩公路得到了延伸，附近的村庄也得到了扩大，但海滩的地形仍然没变，德军防御工事的遗迹仍然可以被看到。在Colleville城附近的一块悬崖上，盟军为在诺曼底战役中阵亡的美军将士修建了一处墓地。

## 影视作品
- 《搶救雷恩大兵》

### 脚注
1. ↑  . the Royal Air Force at Omaha Beach.   [2013-12-13]. （原始内容存档于2021-01-16）.
2. ↑  . BBC WW2 People's War.   [2013-12-13]. （原始内容存档于2020-04-06）.
3. 1 2 3  奧馬哈灘頭，第109页
4. 1 2 3  跨海峡突击，第334页
5. ↑  Gal Perl Finkel. . The Jerusalem Post. 2019-06-12  [2022-07-05]. （原始内容存档于2020-05-23） （英语）.
6. ↑  奧馬哈灘頭，第11–16页
7. ↑  奧馬哈灘頭，第20页
8. ↑  Badsey & Bean（2004年），第40页
9. ↑  Badsey & Bean（2004年），第42页
10. ↑  奧馬哈灘頭，第25页
11. ↑  Bastable, Jonathon. . David & Charles. 2006年: 132页. ISBN 0-7153-2553-1.
12. ↑  奧馬哈灘頭，第26页
13. ↑  Lt. Col. Fritz Ziegalmann （352步兵师参谋长）. . Stewart Bryant.   [2007-08-19]. （原始内容存档于2007-04-28）.
14. ↑  Badsey & Bean（2004年），第30页
15. 1 2  Badsey & Bean（2004年），第33页
16. ↑  Major Carl W. Plitt, 16th Infantry S-3. . 美国国家档案馆.   [2007-06-14]. （原始内容存档于2007-09-28）.
17. ↑  . 美国国家档案馆. 1945年7月9日  [2007-06-21]. （原始内容存档于2007年7月5日）.
18. ↑  奧馬哈灘頭，第30页
19. ↑  奧馬哈灘頭，第30-33页
20. ↑  奧馬哈灘頭，第33页
21. ↑  Badsey & Bean（2004年），第48-49页
22. ↑  奧馬哈灘頭，第36页
23. ↑  Badsey & Bean（2004年），第54页
24. ↑  奧馬哈灘頭，第38-39页
25. ↑  奧馬哈灘頭，第40页
26. ↑  奧馬哈灘頭，第41页
27. ↑  Badsey & Bean（2004年），第61页
28. ↑  Bastable, Jonathon. . David & Charles. 2006年: 131页. ISBN 0-7153-2553-1.
29. 1 2  奧馬哈灘頭，第45页
30. ↑  奧馬哈灘頭，第47-48页
31. ↑  奧馬哈灘頭，第43-44页
32. 1 2  奧馬哈灘頭，第47页
33. ↑  奧馬哈灘頭，第48页
34. ↑  Neillands, Robin; De Normann, Roderick. . Cassell. 2001年: 189页. ISBN 978-1407214627.
35. ↑  Ambrose（2002年），第331页
36. ↑  官方估计116团A连最多可能损失了三分之二的部队，但是Neillands & De Normann 2001却报告说在这个200多人组成的连队中，「91人阵亡，大概同样多的人受了伤，成功到达海滩的只有不到20人。」Ambrose 2002说此连队「损失了96%的战斗力量」
37. ↑  奧馬哈灘頭，第48-49页
38. ↑  奧馬哈灘頭，第42–43页
39. ↑  奧馬哈灘頭，第49页
40. ↑  奧馬哈灘頭，第50–51页
41. 1 2  奧馬哈灘頭，第53页
42. ↑  奧馬哈灘頭，第50页
43. ↑  奧馬哈灘頭，第51-52页
44. ↑  奧馬哈灘頭，第53-54页
45. ↑  奧馬哈灘頭，第54页
46. ↑  奧馬哈灘頭，第54-57页
47. 1 2  奧馬哈灘頭，第57页
48. ↑  奧馬哈灘頭，第113页
49. 1 2  Badsey & Bean（2004年），第71页
50. ↑  跨海峡突击，第320–321页
51. ↑  奧馬哈灘頭，第58页
52. ↑  奧馬哈灘頭，第75-77页
53. 1 2 3  Badsey & Bean（2004年），第72页
54. ↑  奧馬哈灘頭，第59-62页
55. ↑  奧馬哈灘頭，第77-78页
56. ↑  Badsey & Bean（2004年），第73页
57. ↑  奧馬哈灘頭，第63-65页
58. ↑  Badsey & Bean（2004年），第73,76页
59. ↑  Badsey & Bean（2004年），第76-77页
60. ↑  奧馬哈灘頭，第71页
61. ↑  奧馬哈灘頭，第66-73页
62. ↑  奧馬哈灘頭，第73-75页
63. ↑  Ambrose（2002年），第386–389页
64. ↑  奧馬哈灘頭，第81页
65. ↑  跨海峡突击，第326页
66. ↑  奧馬哈灘頭，第93页
67. ↑  奧馬哈灘頭，第79页
68. ↑  奧馬哈灘頭，第80页
69. ↑  奧馬哈灘頭，第80-81页
70. ↑  奧馬哈灘頭，第82-85页
71. ↑  奧馬哈灘頭，第95页
72. ↑  奧馬哈灘頭，第104页
73. ↑  奧馬哈灘頭，第106页
74. ↑  奧馬哈灘頭，第102页
75. ↑  跨海峡突击，第330页
76. ↑  跨海峡突击，第332页
77. ↑  奧馬哈灘頭，第108页
78. ↑  Badsey & Bean（2004年），第70页
79. 1 2  Badsey & Bean（2004年），第87页
80. ↑  Badsey & Bean（2004年），第96–97页
81. ↑  Badsey & Bean（2004年），第94–95，98–100页
82. ↑  Badsey & Bean（2004年），第92–94，97–100页
83. ↑  奧馬哈灘頭，第147页
84. ↑  奧馬哈灘頭，第149页
85. ↑  奧馬哈灘頭，第161页
86. ↑  .   [2007-09-10]. （原始内容存档于2007-12-03）.
87. ↑  . 美国陆军运输博物馆.   [2007-09-10]. （原始内容存档于2007-11-14）.
88. ↑  . 美国陆军工程兵部队.   [2007-09-11]. （原始内容存档于2007-08-23）.
89. ↑  Badsey & Bean（2004年），第12，128–184页